# Olympische Jugend-Sommerspiele 2018/Turnen
Bei den Olympischen Jugend-Sommerspielen 2018 in Buenos Aires wurden vom 7. bis zum 15. Oktober 12 Wettbewerbe im Gerätturnen ausgetragen.

## Ergebnisse Jungen

### Mehrkampf
| Platz | Land               | Athlet                   | Punkte |
| ----- | ------------------ | ------------------------ | ------ |
| 1     | Japan              | Takeru Kitazono          | 82,298 |
| 2     | Russland           | Sergei Naidin            | 80,498 |
| 3     | Brasilien          | Diogo Soares             | 80,265 |
| 4     | Vereinigte Staaten | Brandon Briones          | 80,131 |
| 5     | Großbritannien     | Adam Tobin               | 79,573 |
| 6     | Ukraine            | Nasar Tschepurnyj        | 79,331 |
| 7     | China              | Yin Dehang               | 79,164 |
| 8     | Italien            | Lay Giannini             | 78,798 |
| 9     | Kanada             | Félix Dolci              | 77,582 |
| 10    | Belgien            | Ward Claeys              | 76,764 |
| 11    | Lettland           | Oļegs Ivanovs            | 76,699 |
| 12    | Deutschland        | Daniel Schwed            | 75,889 |
| 13    | Iran               | Reza Bohloulzade Hajlari | 74,397 |
| 14    | Neuseeland         | Sam Dick                 | 74,331 |
| 15    | Türkei             | Bora Tarhan              | 73,231 |
| 16    | Ungarn             | Krisztián Balázs         | 72,907 |
| 17    | Schweden           | Marcus Steinberg         | 70,598 |
| 18    | Norwegen           | Jacob Karlsen            | 69,332 |

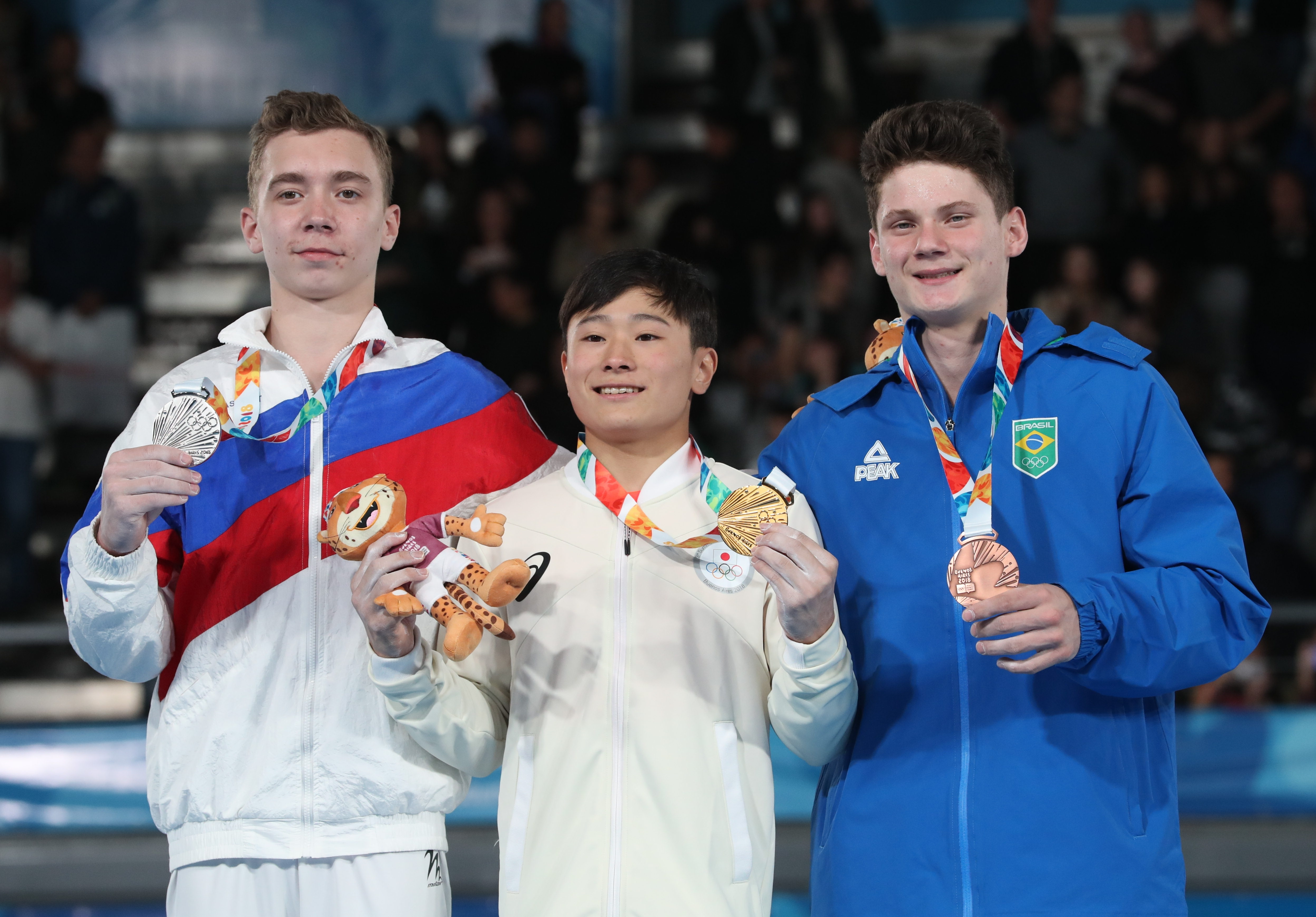
Ehrung der Sieger im Mehrkampf (von links nach rechts): Sergei Naidin (Silber), Takeru Kitazono (Gold), Diogo Soares (Bronze)
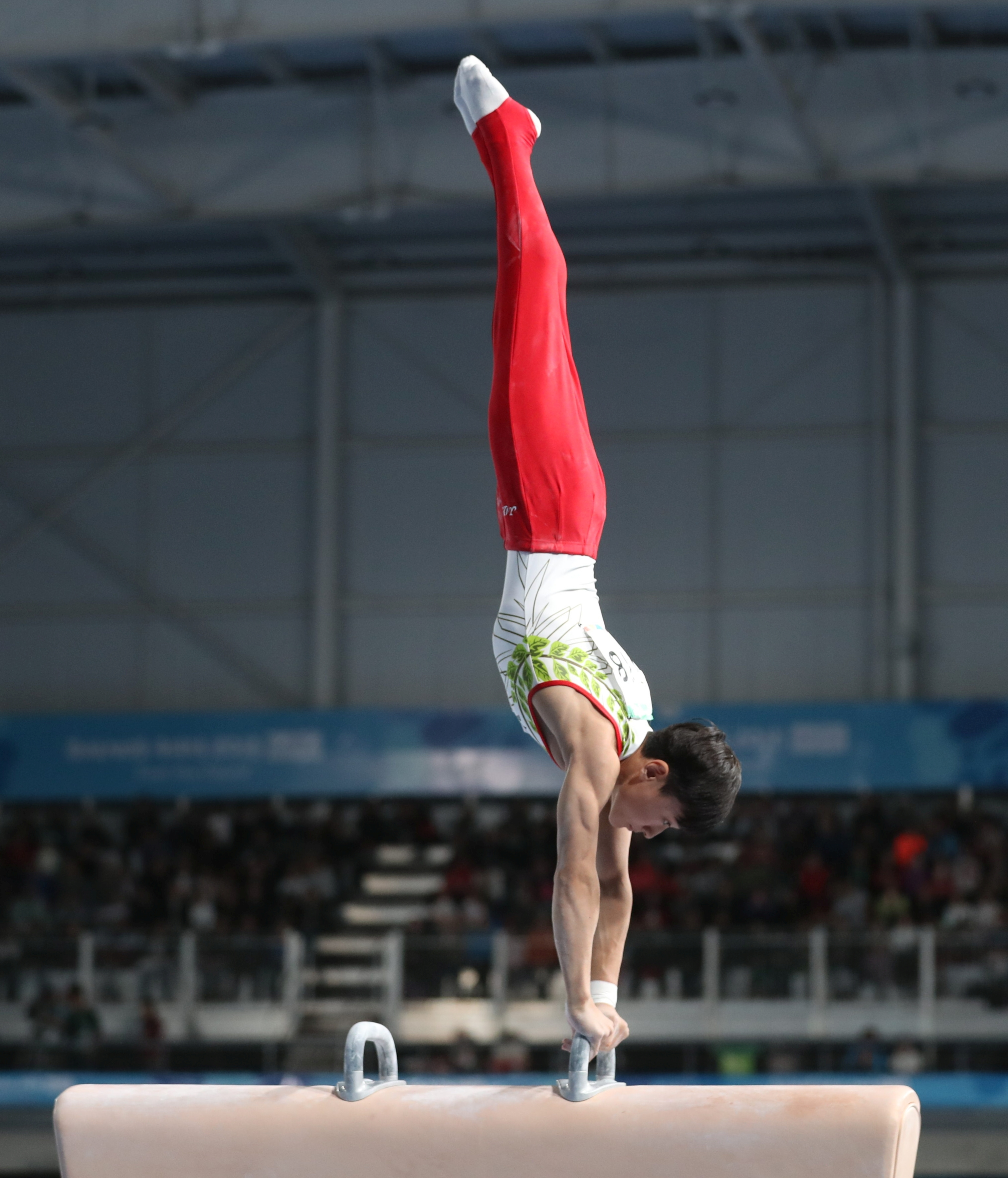
Takeru Kitazono am Pauschenpferd
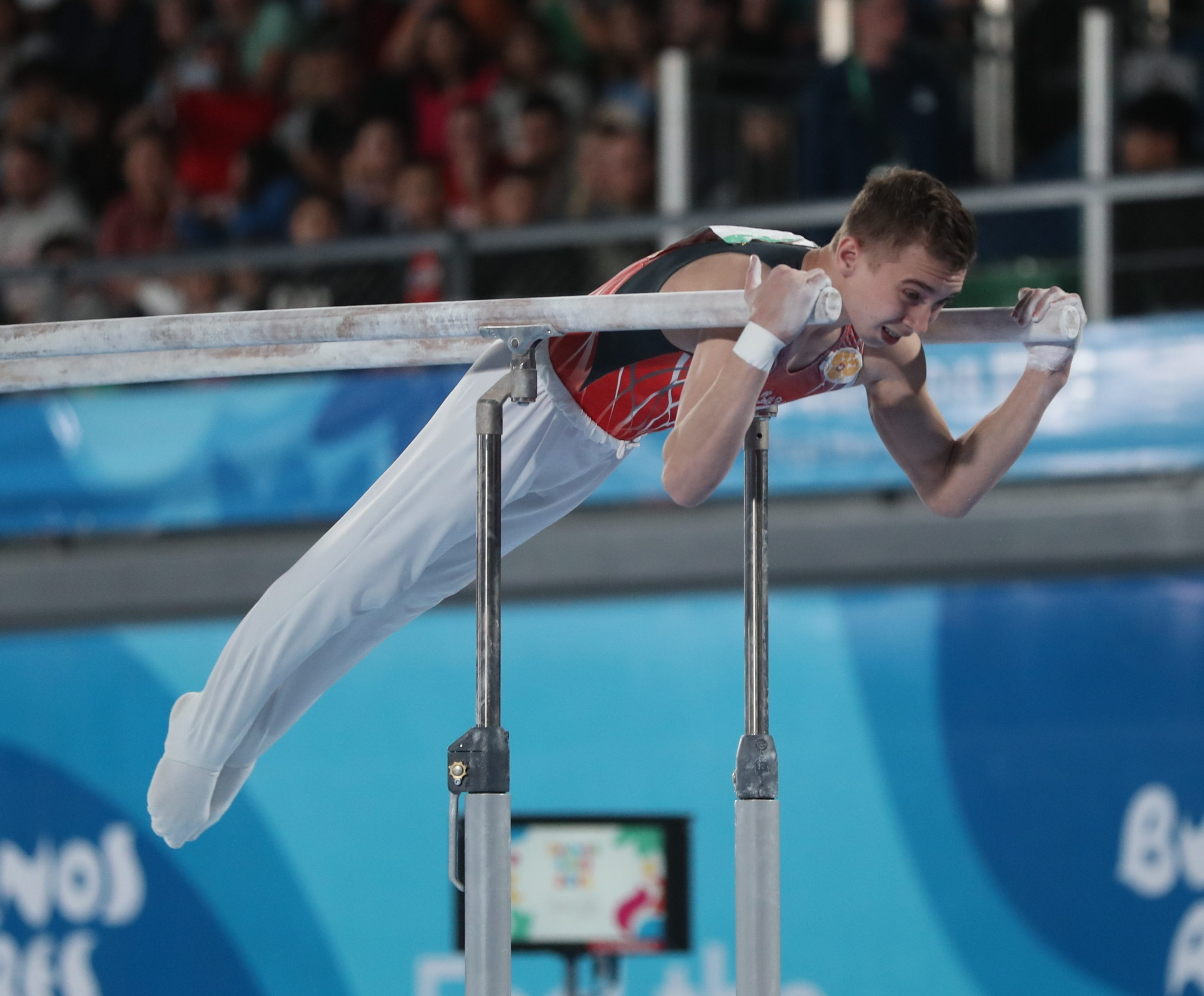
Sergei Naidin am Barren
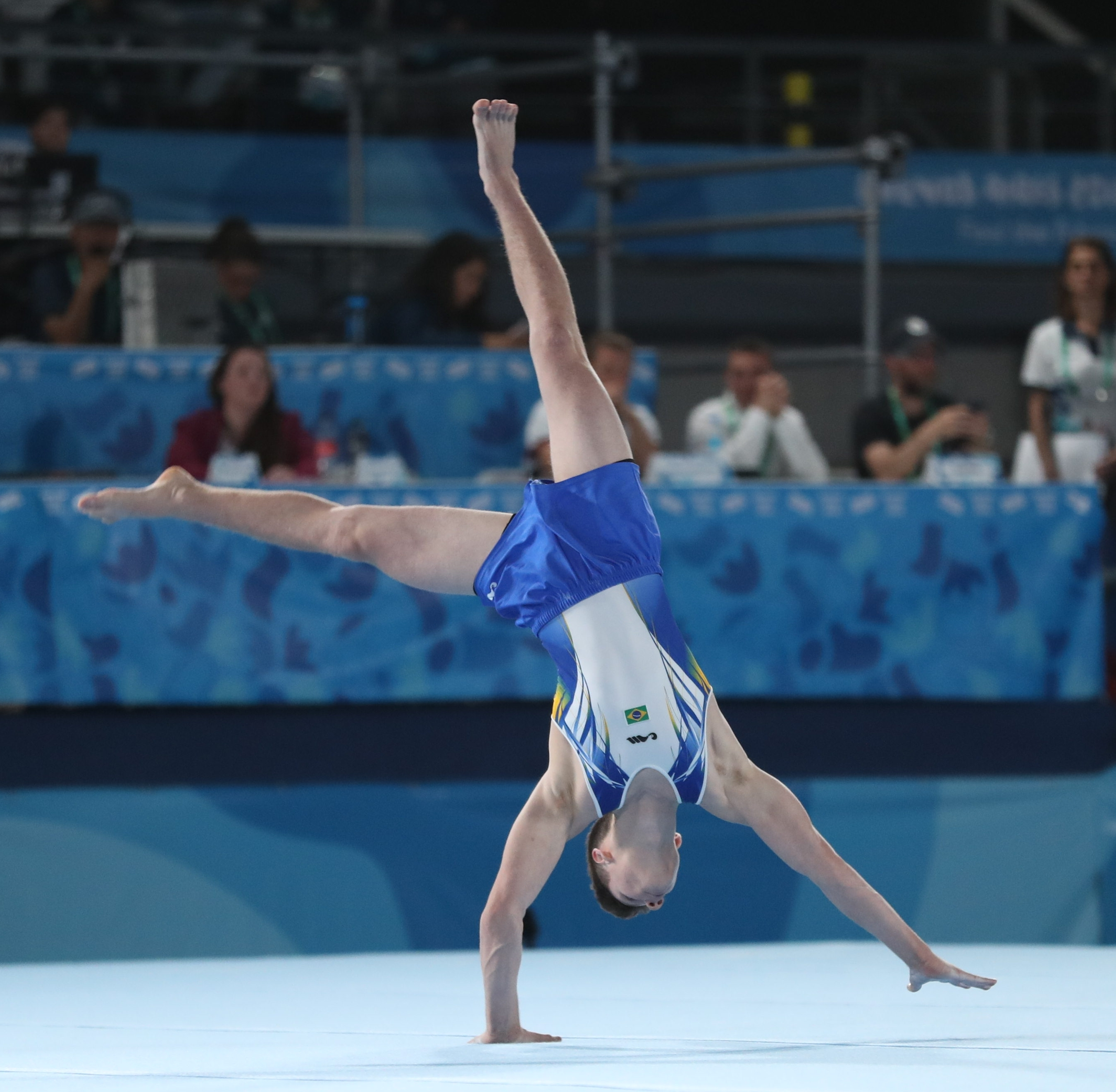
Diogo Soares am Boden

### Boden
| Platz | Land               | Athlet            | Punkte |
| ----- | ------------------ | ----------------- | ------ |
| 1     | Japan              | Takeru Kitazono   | 13,633 |
| 2     | Ungarn             | Krisztián Balázs  | 13,600 |
| 3     | Russland           | Sergei Naidin     | 13,566 |
| 4     | Ukraine            | Nasar Tschepurnyj | 13,500 |
| 5     | Vereinigte Staaten | Brandon Briones   | 13,466 |
| 6     | Kanada             | Félix Dolci       | 13,333 |
| 7     | Großbritannien     | Adam Tobin        | 13,233 |
| 8     | Deutschland        | Daniel Schwed     | 13,166 |
| 9     | Italien            | Lay Giannini      | 13,000 |

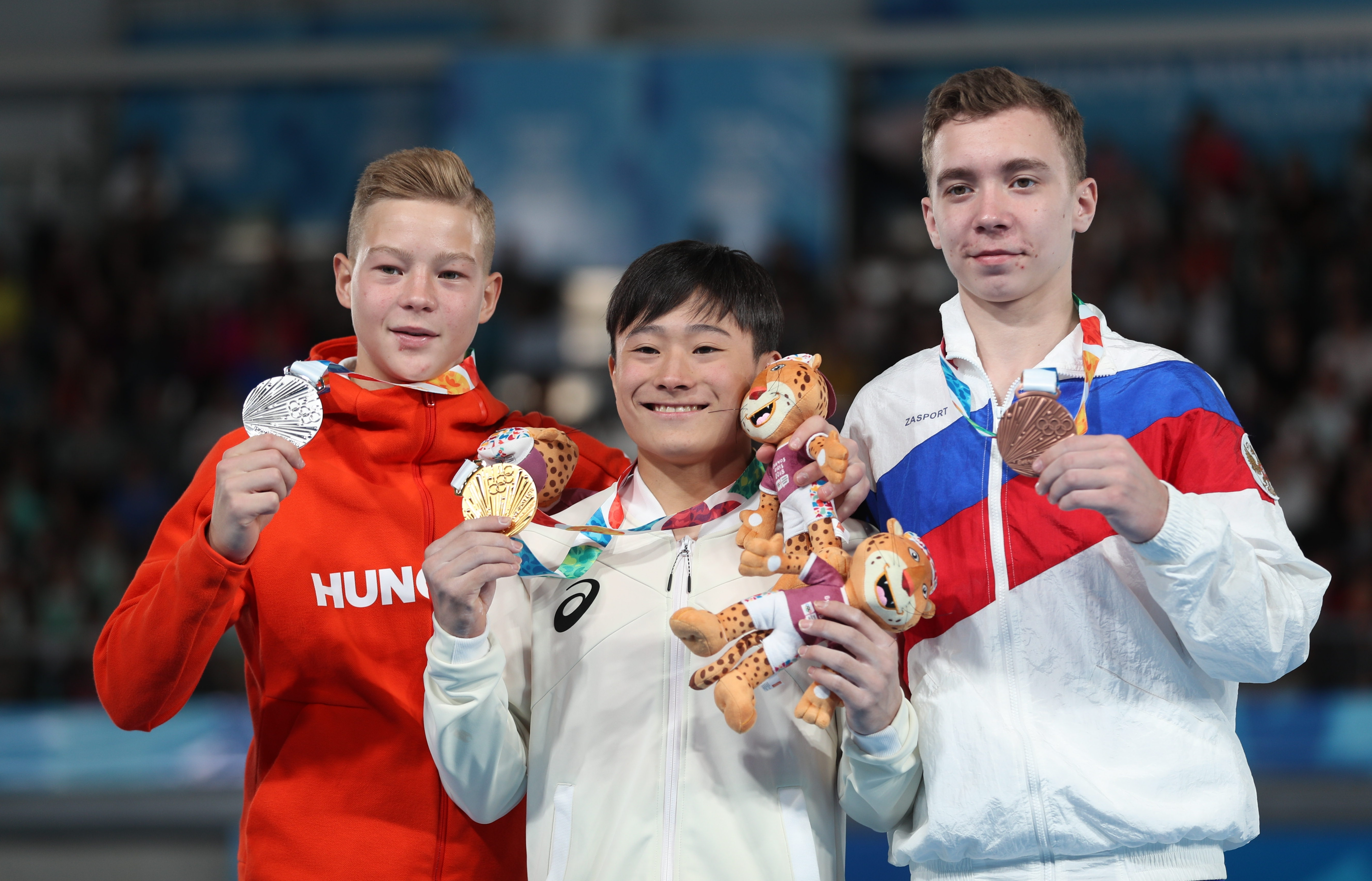
Ehrung der Sieger im Gerätefinale am Boden (von links nach rechts): Krisztián Balázs (Silber), Takeru Kitazono (Gold), Sergei Naidin (Bronze)
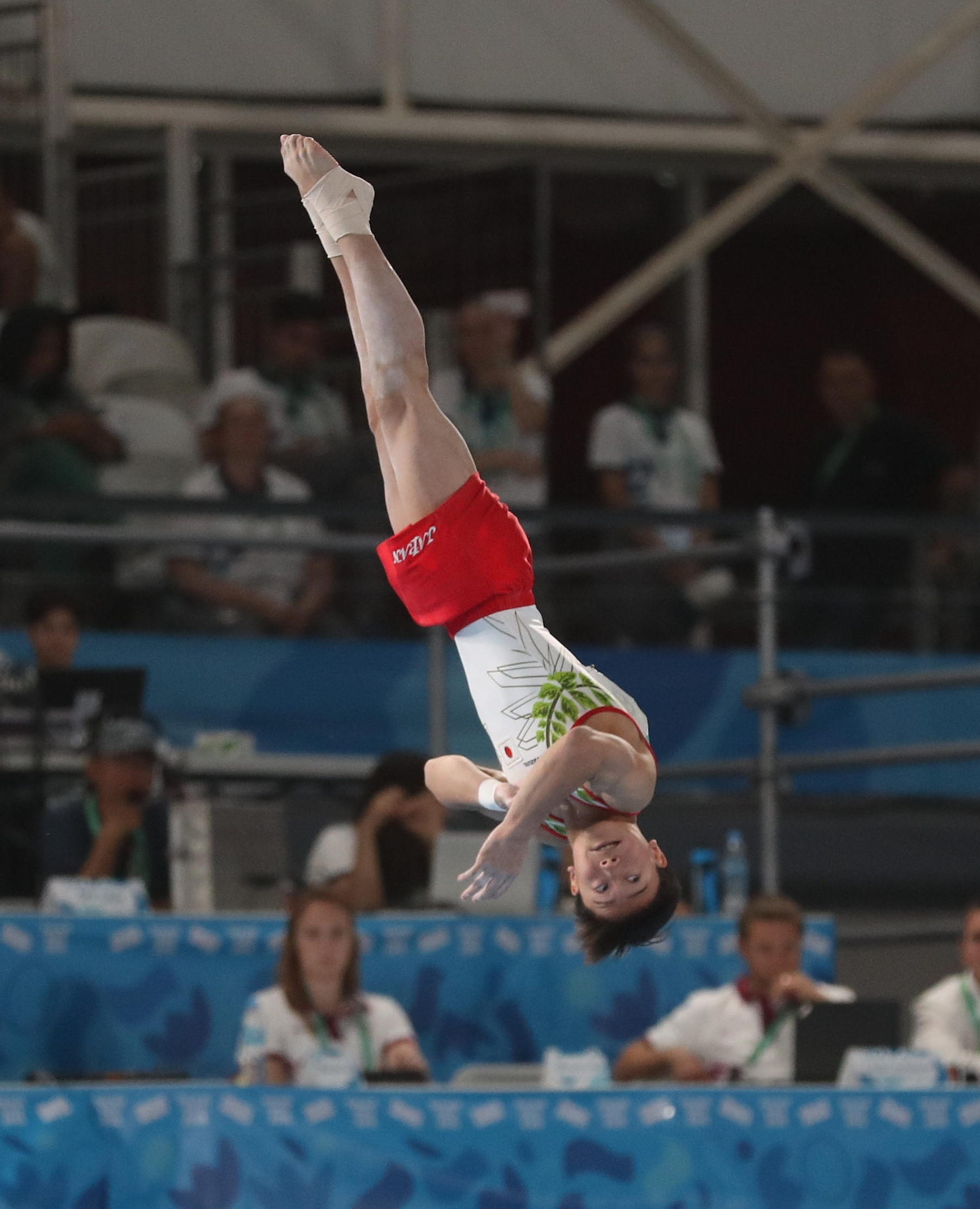
Takeru Kitazono
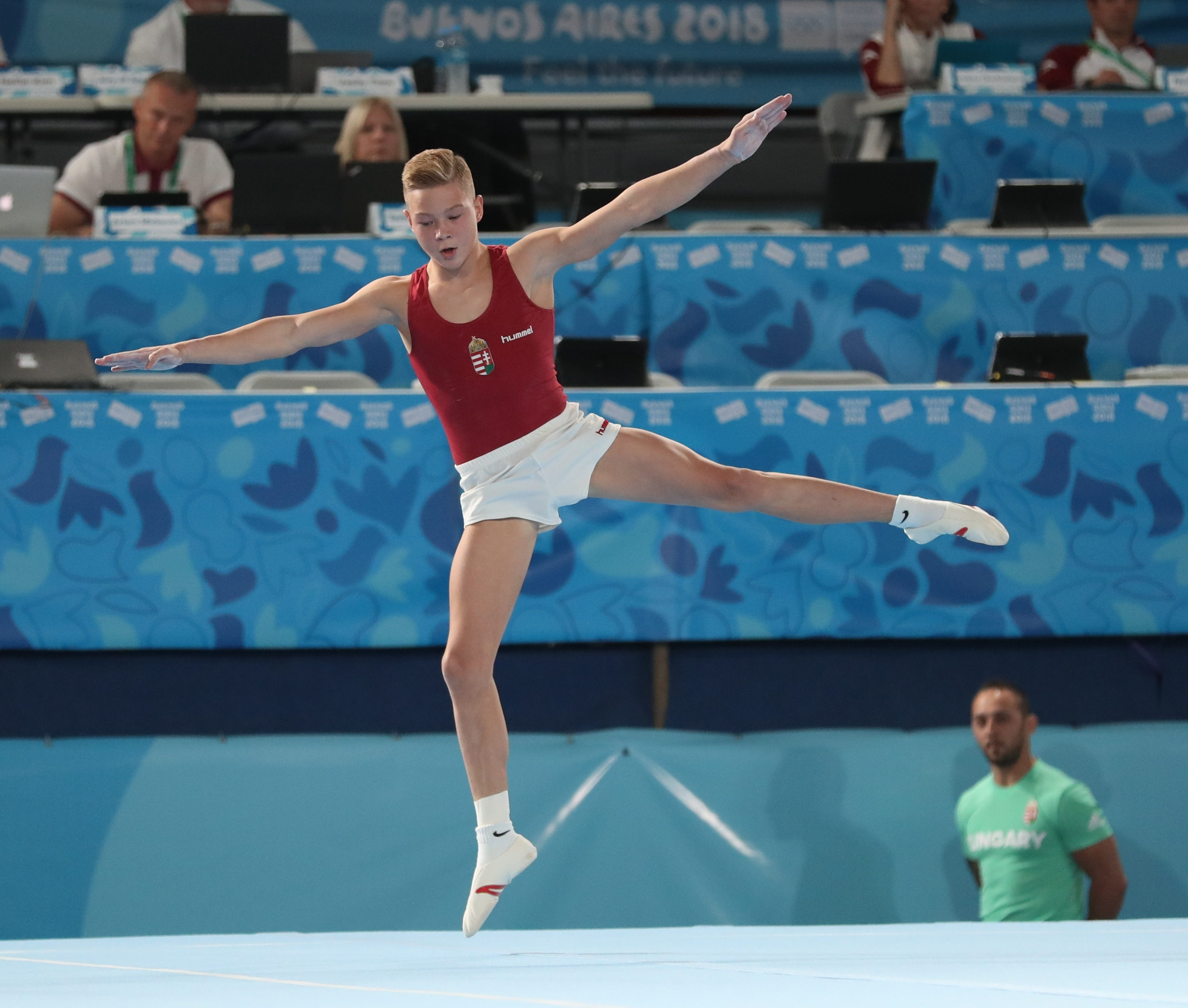
Krisztián Balázs
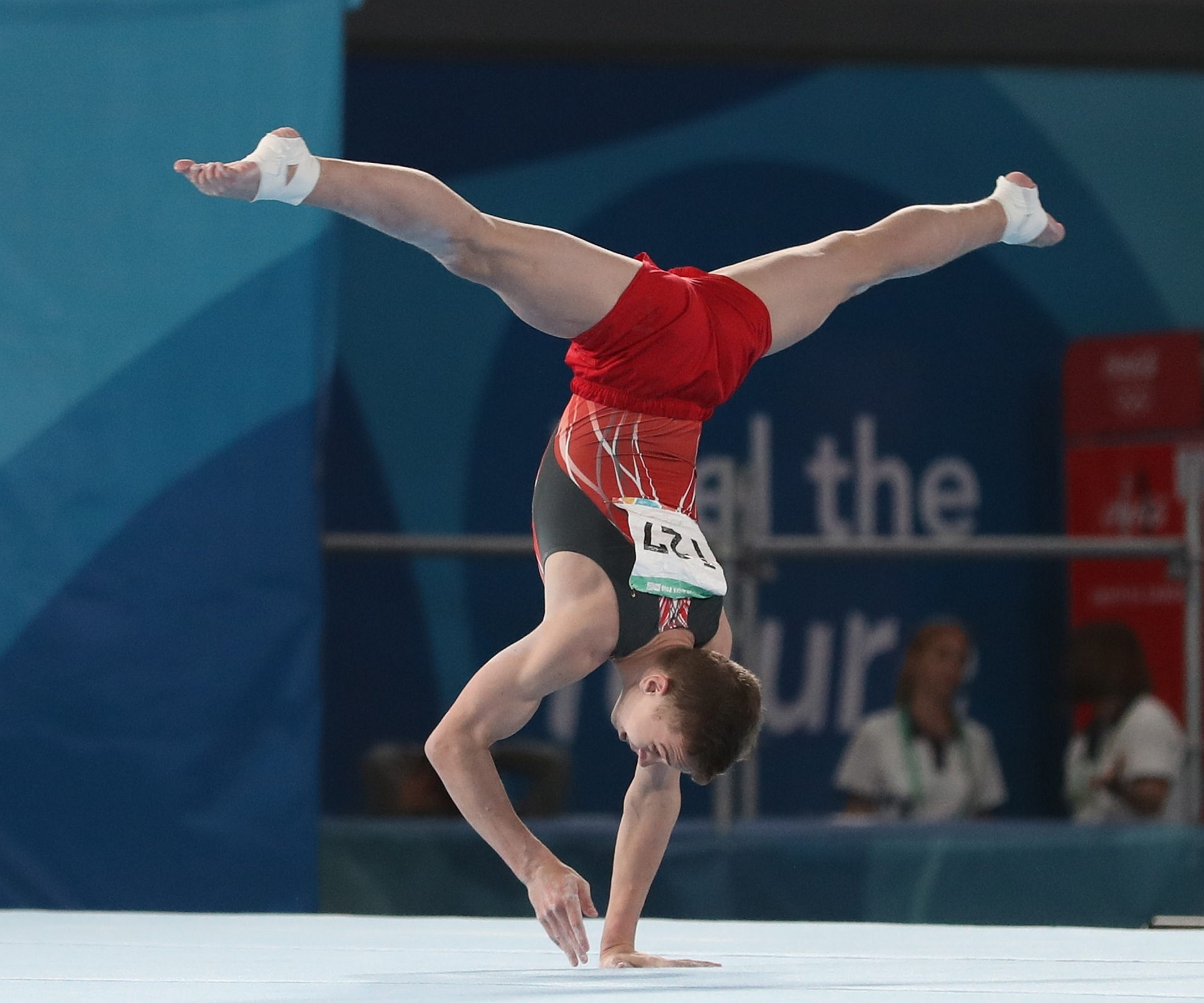
Sergei Naidin

### Pauschenpferd
| Platz | Land               | Athlet                   | Punkte |
| ----- | ------------------ | ------------------------ | ------ |
| 1     | China              | Yin Dehang               | 13,900 |
| 2     | Russland           | Sergei Naidin            | 13,500 |
| 3     | Iran               | Reza Bohloulzade Hajlari | 13,241 |
| 4     | Deutschland        | Daniel Schwed            | 13,166 |
| 5     | Vereinigte Staaten | Brandon Briones          | 12,733 |
| 6     | Japan              | Takeru Kitazono          | 12,666 |
| 7     | Brasilien          | Diogo Soares             | 11,933 |
| 8     | Kasachstan         | Ayan Moldagaliyev        | 11,333 |
| 9     | Großbritannien     | Adam Tobin               | 9,533  |

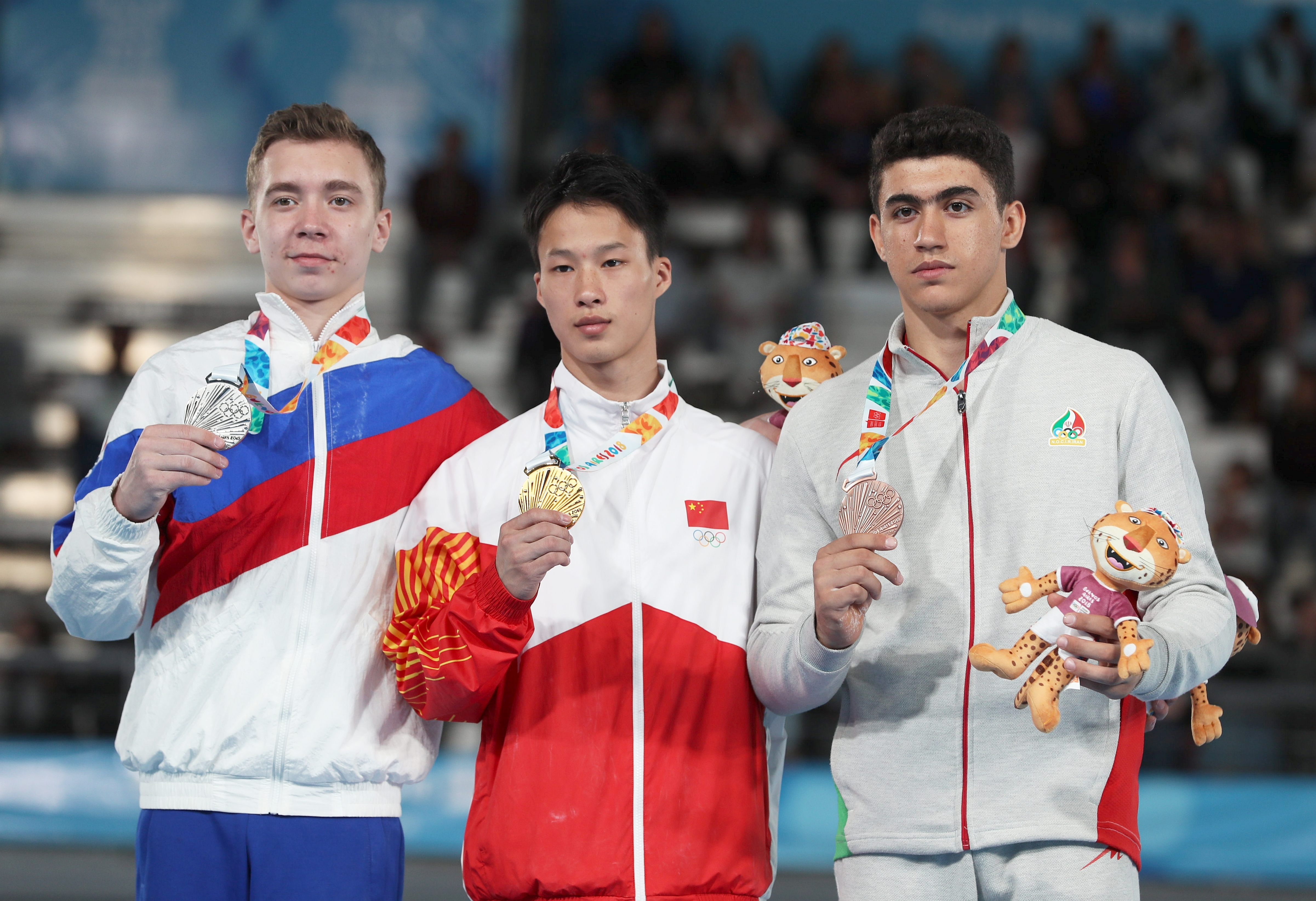
Ehrung der Sieger im Gerätefinale am Pauschenpferd (von links nach rechts): Sergei Naidin (Silber), Yin Dehang (Gold), Reza Bohloulzadeh (Bronze)
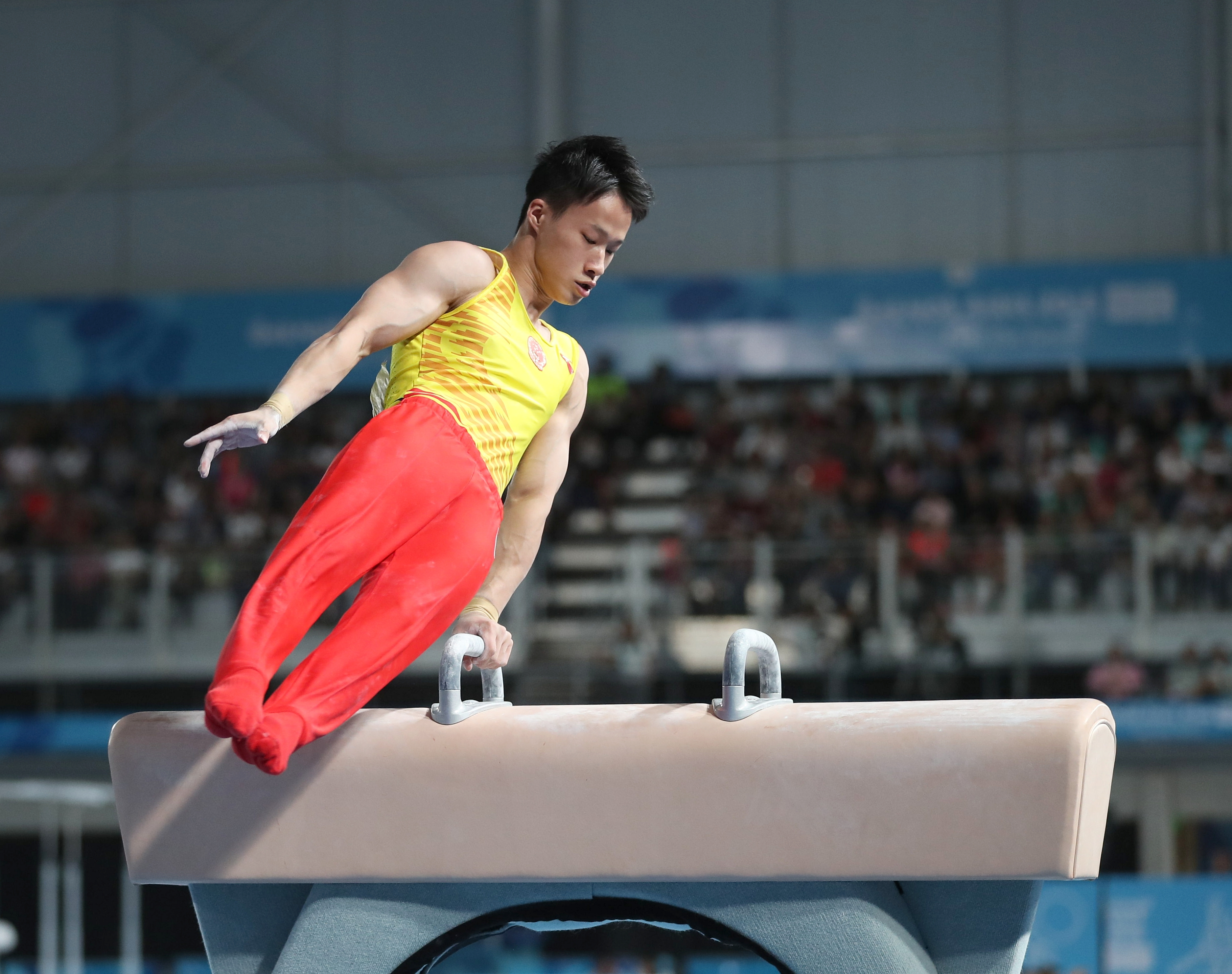
Yin Dehang
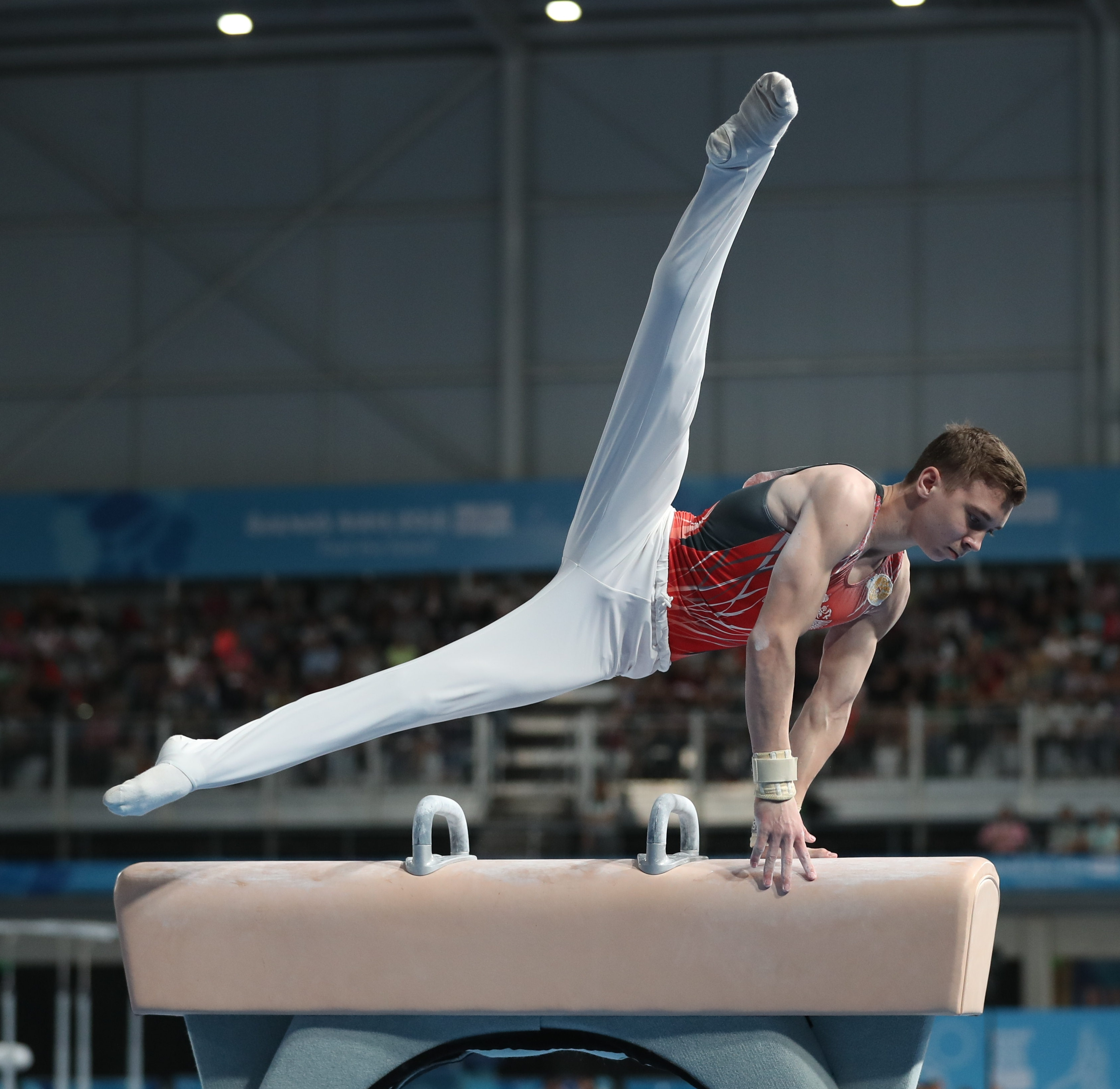
Sergei Naidin
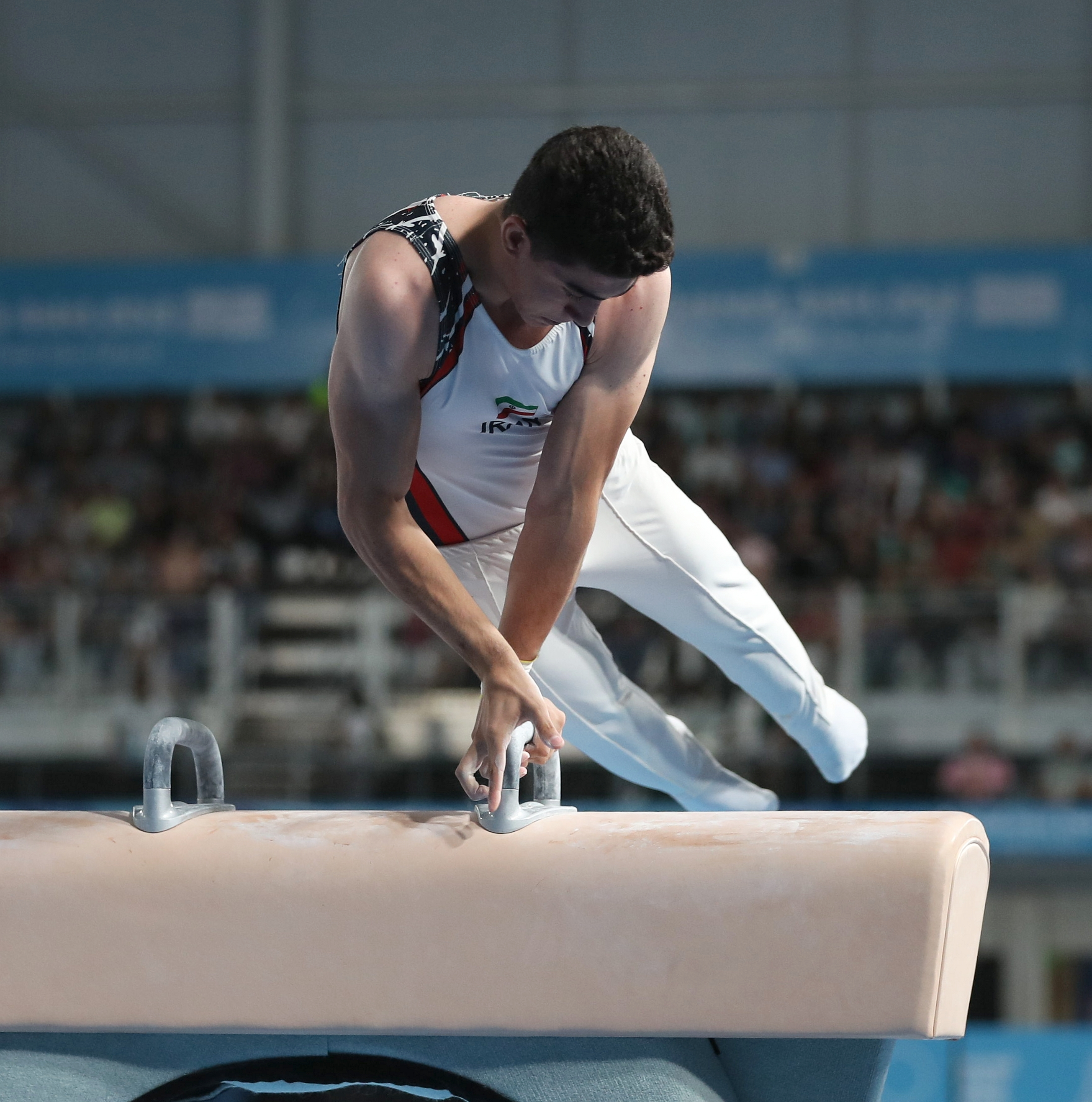
Reza Bohloulzade Hajlari

### Ringe
| Platz | Land               | Athlet          | Punkte |
| ----- | ------------------ | --------------- | ------ |
| 1     | Japan              | Takeru Kitazono | 13,533 |
| 2     | Kanada             | Félix Dolci     | 13,366 |
| 3     | China              | Yin Dehang      | 13,300 |
| 4     | Vereinigte Staaten | Brandon Briones | 13,266 |
| 5     | Großbritannien     | Adam Tobin      | 13,033 |
| 6     | Brasilien          | Diogo Soares    | 12,966 |
| 7     | Lettland           | Oļegs Ivanovs   | 12,566 |
| 8     | Italien            | Lay Giannini    | 12,466 |

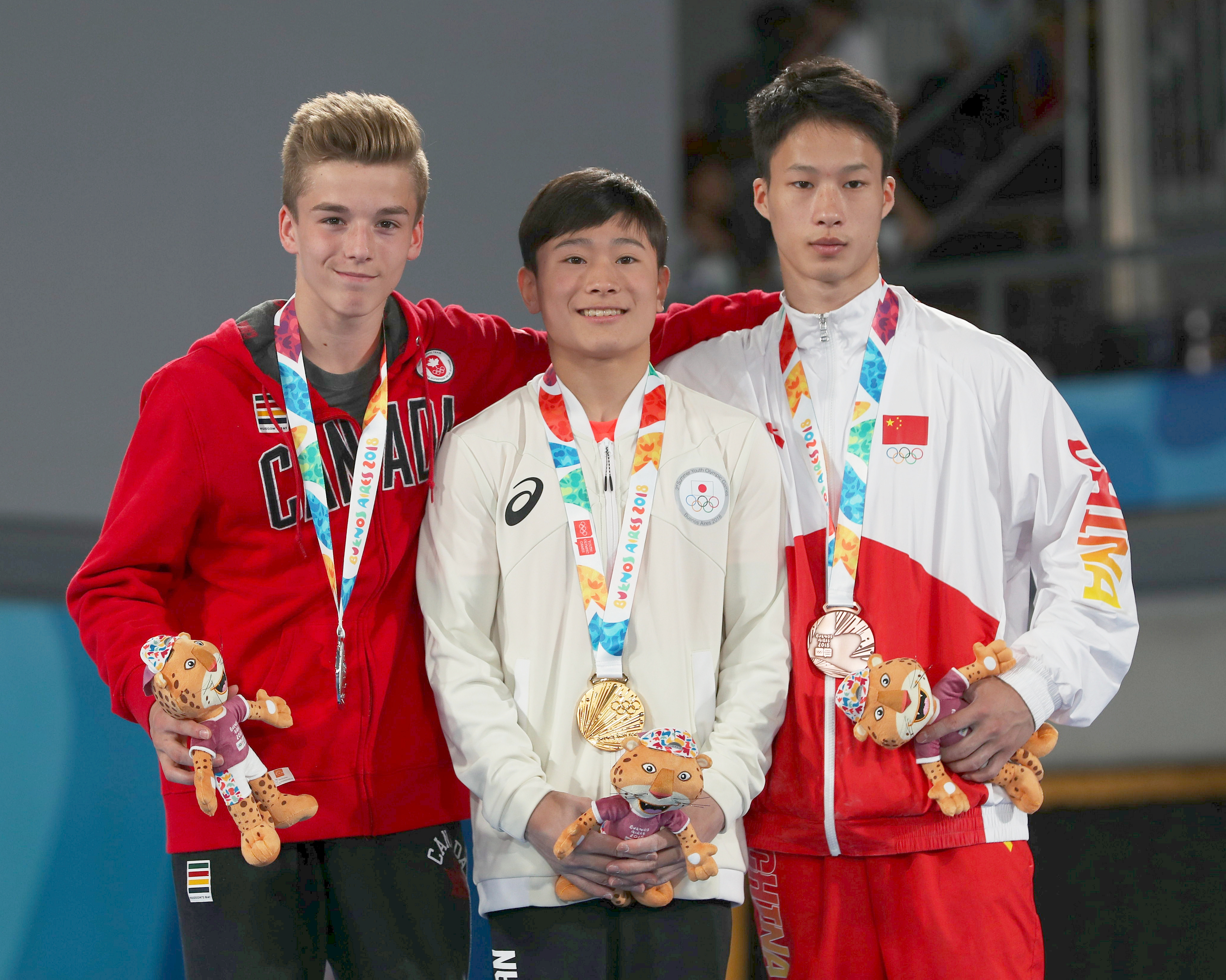
Ehrung der Sieger im Gerätefinale an den Ringen (von links nach rechts): Félix Dolci (Silber), Takeru Kitazono (Gold), Yin Dehang (Bronze)
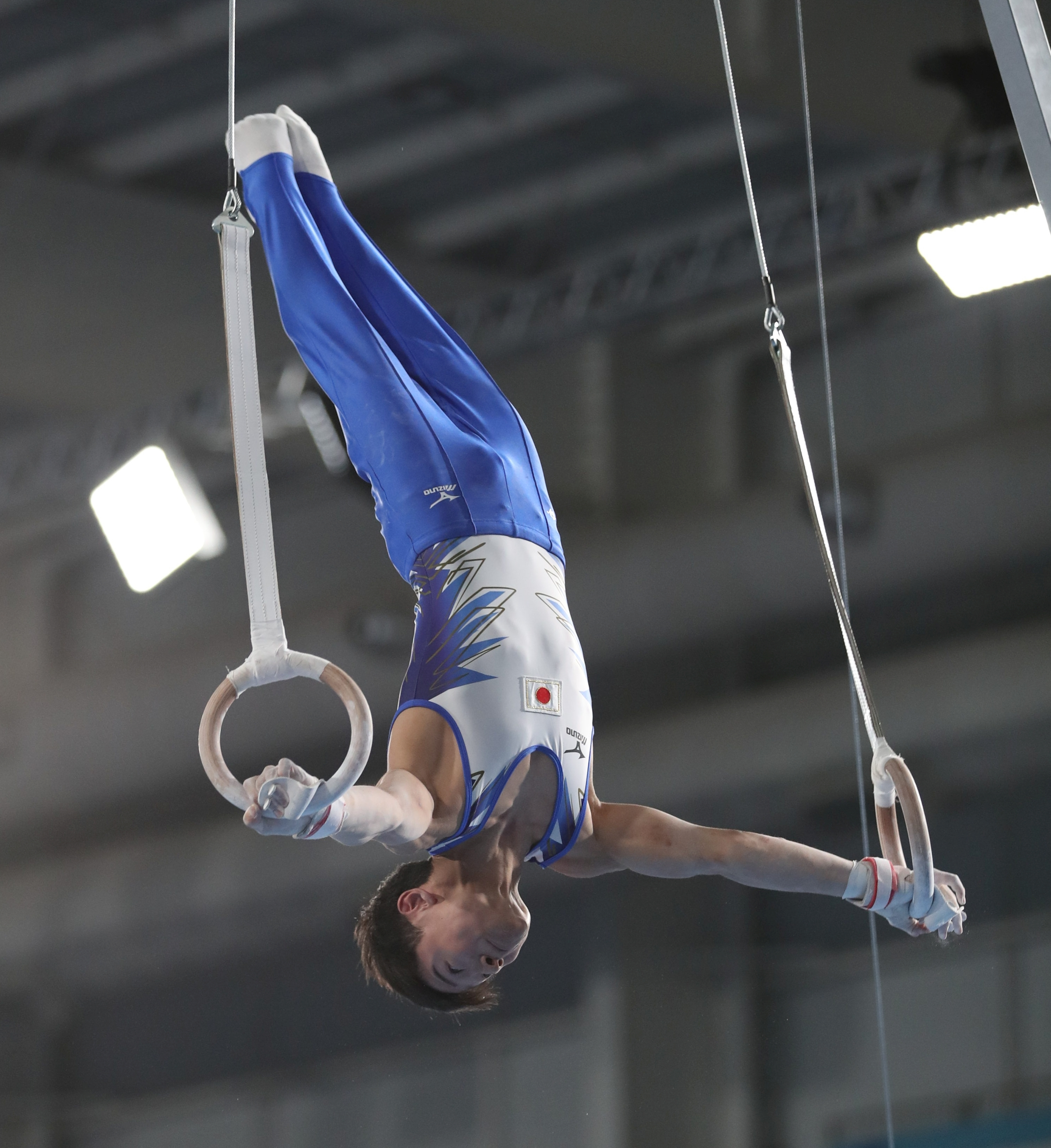
Takeru Kitazono
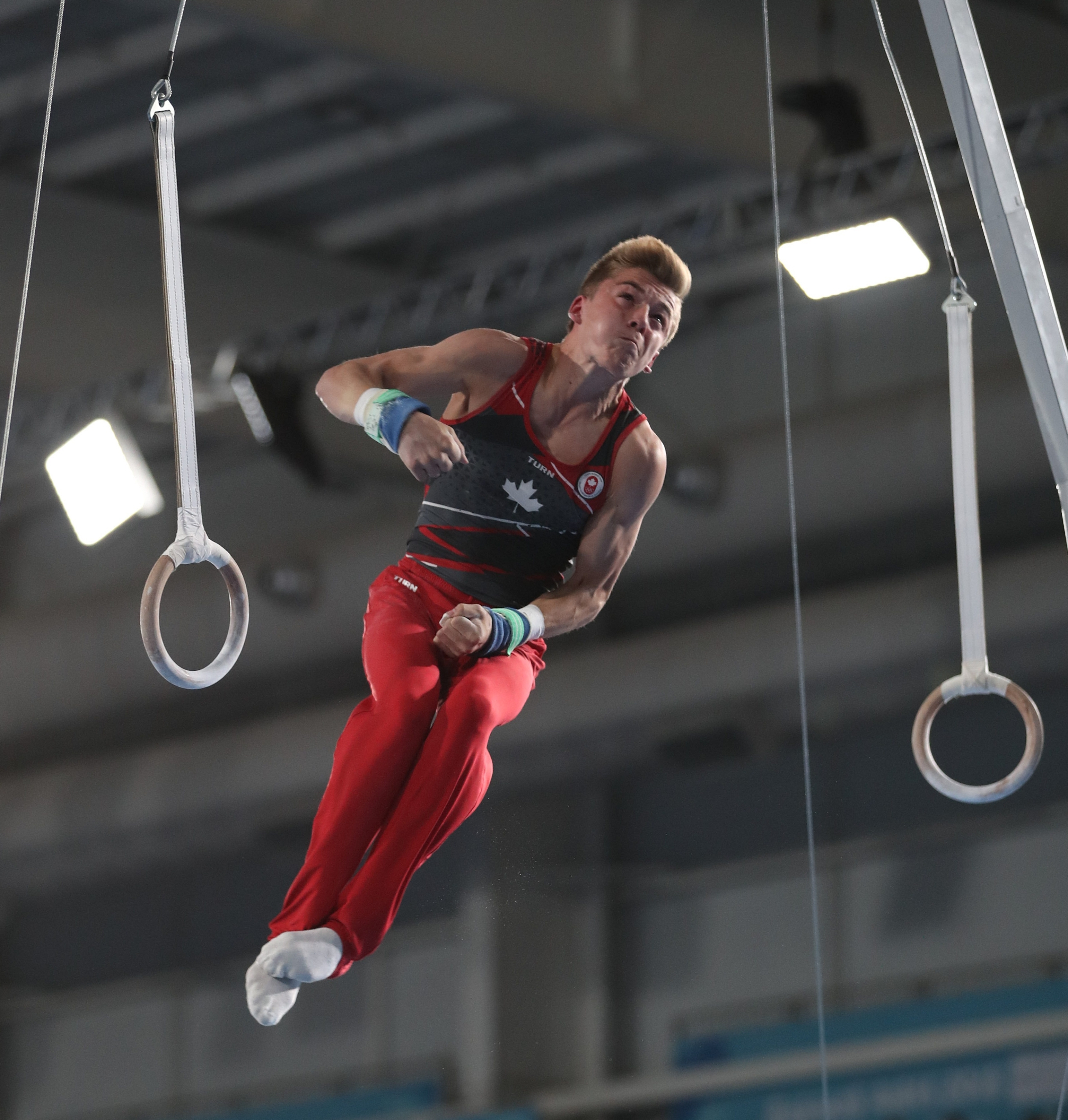
Félix Dolci
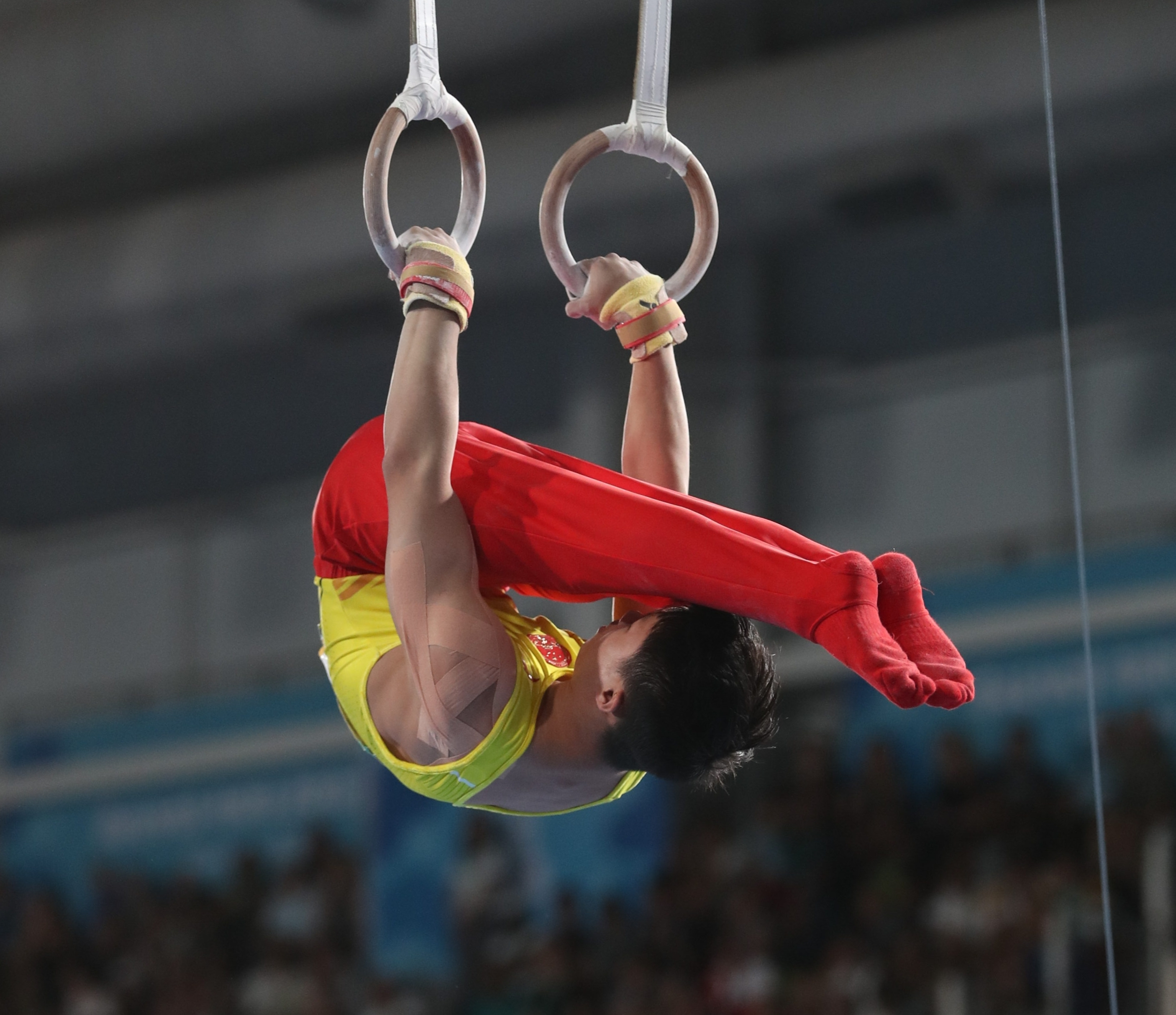
Yin Dehang

### Sprung
| Platz | Land               | Athlet            | Punkte |
| ----- | ------------------ | ----------------- | ------ |
| 1     | Vereinigte Staaten | Brandon Briones   | 14,099 |
| 2     | Ukraine            | Nasar Tschepurnyj | 13,983 |
| 3     | Norwegen           | Jacob Karlsen     | 13,883 |
| 4     | Neuseeland         | Sam Dick          | 13,700 |
| 5     | Rumänien           | Gabriel Burtanete | 13,683 |
| 6     | Brasilien          | Diogo Soares      | 13,604 |
| 7     | Kanada             | Félix Dolci       | 13,545 |
| 8     | Italien            | Lay Giannini      | DNS    |

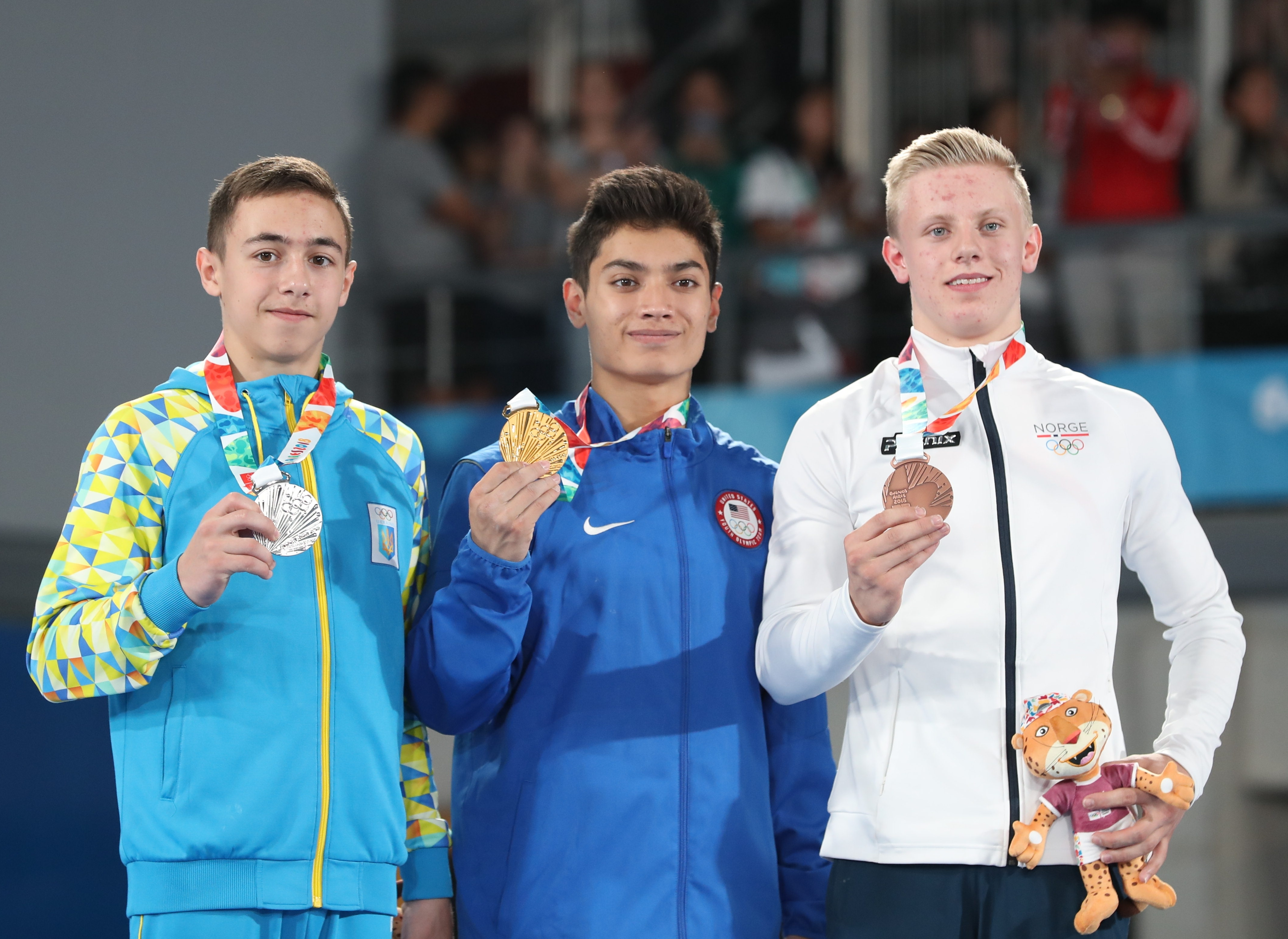
Ehrung der Sieger im Gerätefinale am Sprung (von links nach rechts): Nasar Tschepurnyj (Silber), Brandon Briones (Gold), Jacob Karlsen (Bronze)
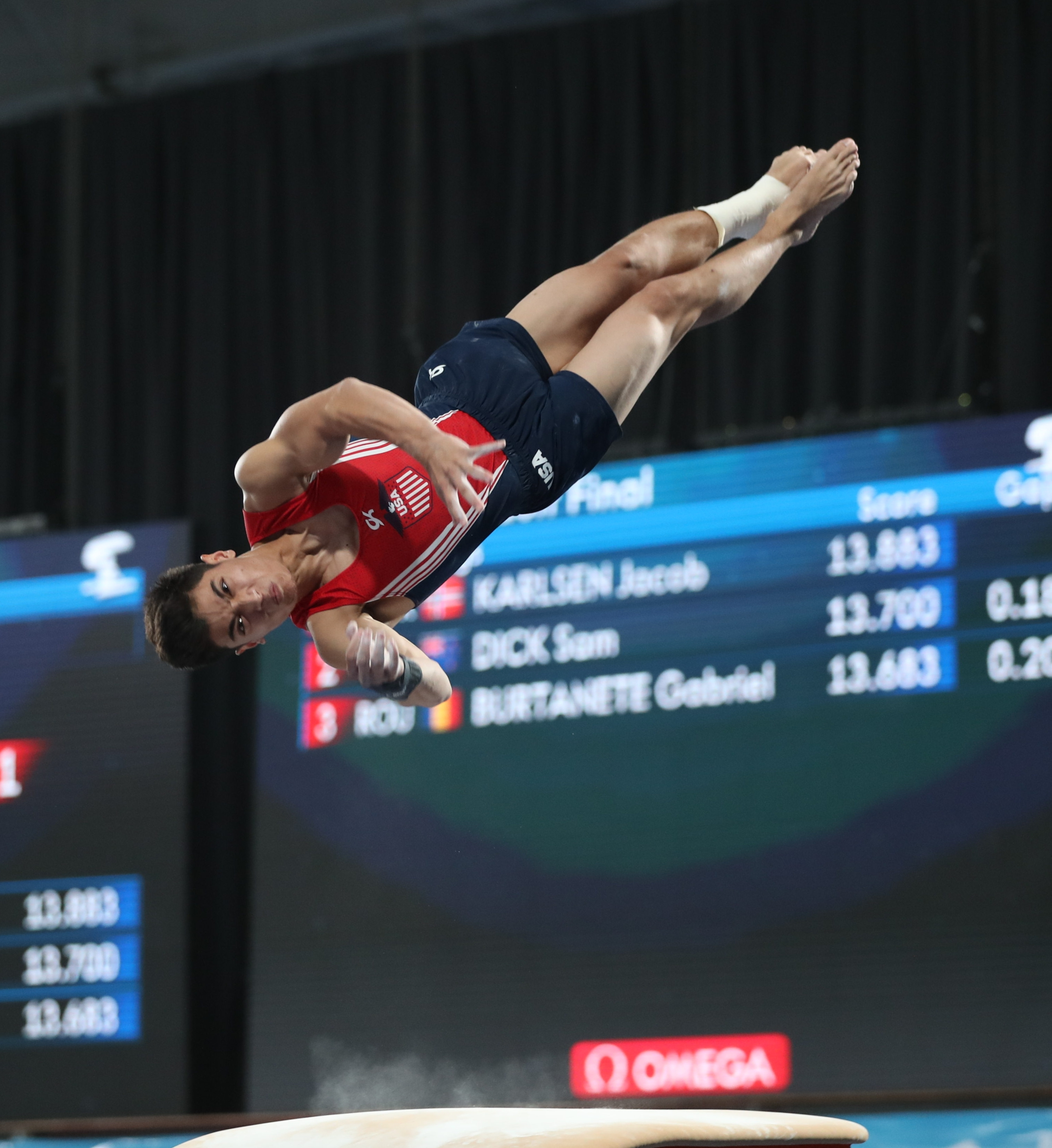
Brandon Briones
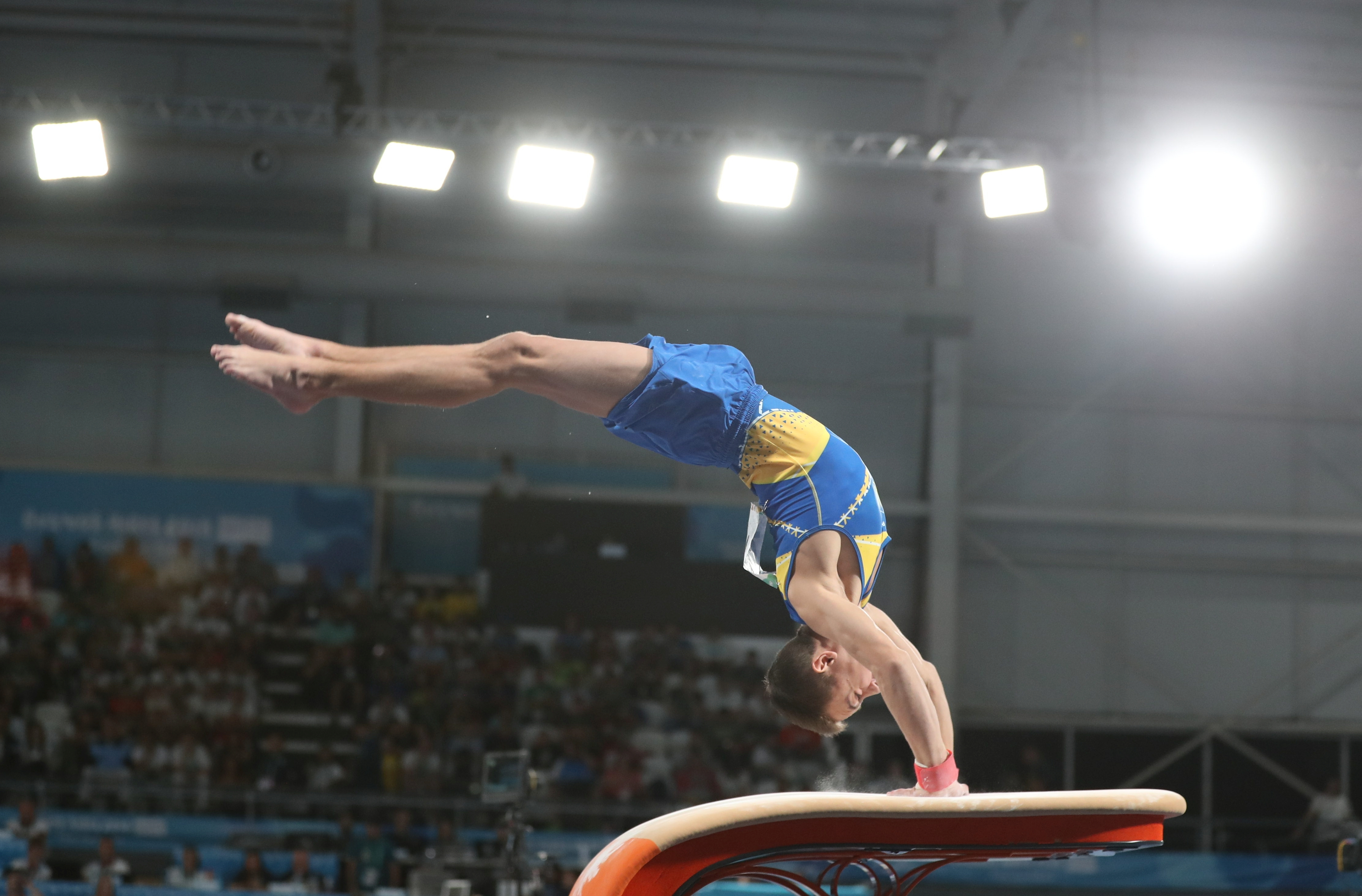
Nasar Tschepurnyj
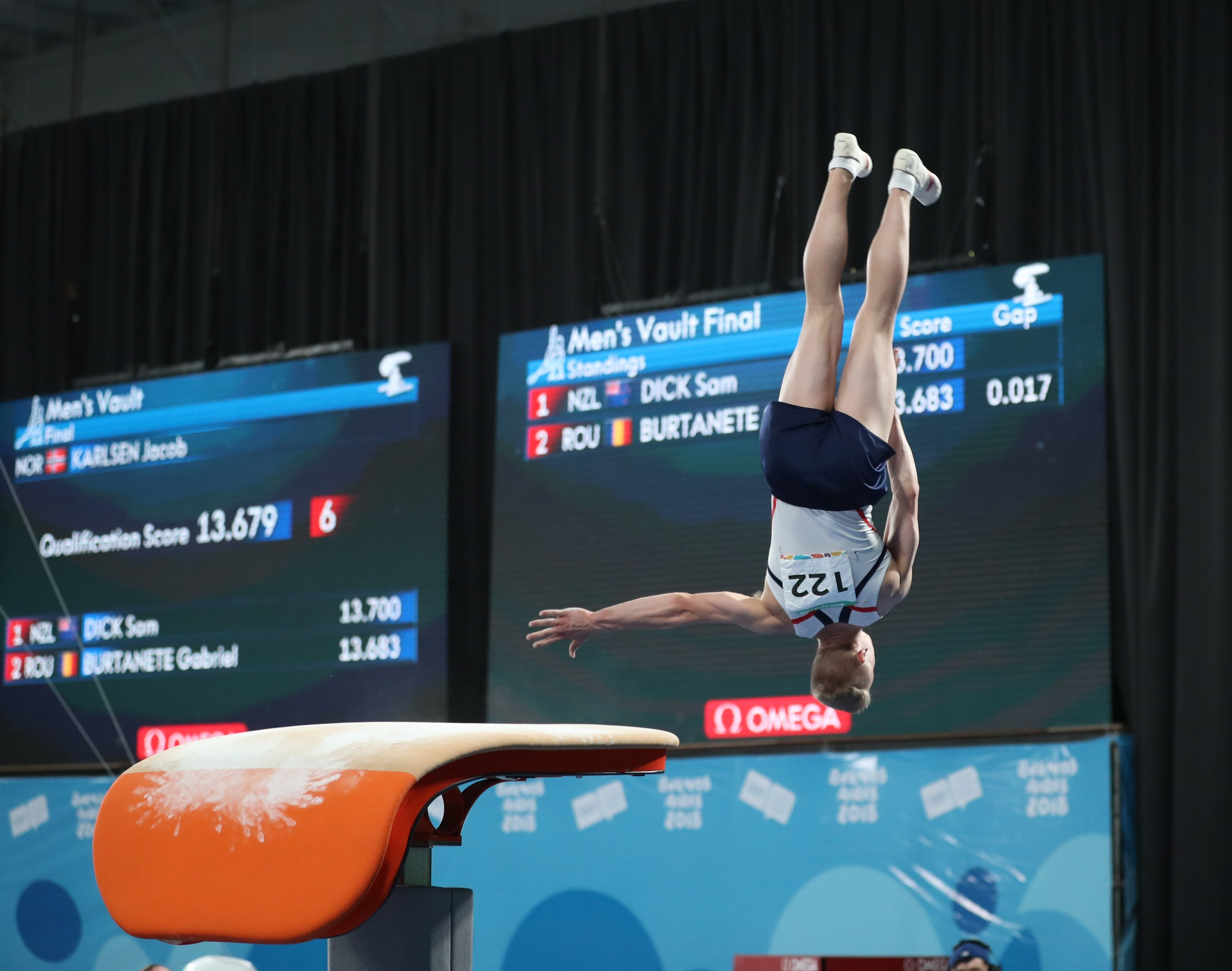
Jacob Karlsen

### Barren
| Platz | Land           | Athlet                 | Punkte |
| ----- | -------------- | ---------------------- | ------ |
| 1     | Japan          | Takeru Kitazono        | 14,166 |
| 2     | China          | Yin Dehang             | 13,800 |
| 3     | Russland       | Sergei Naidin          | 13,633 |
| 4     | Ukraine        | Nasar Tschepurnyj      | 13,466 |
| 5     | Großbritannien | Adam Tobin             | 13,366 |
| 6     | Kasachstan     | Ayan Moldagaliyev      | 13,100 |
| 7     | Ungarn         | Krisztián Balázs       | 13,033 |
| 8     | Vietnam        | Nguyễn Văn Khánh Phong | 12,800 |
| 9     | Brasilien      | Diogo Soares           | 11,225 |

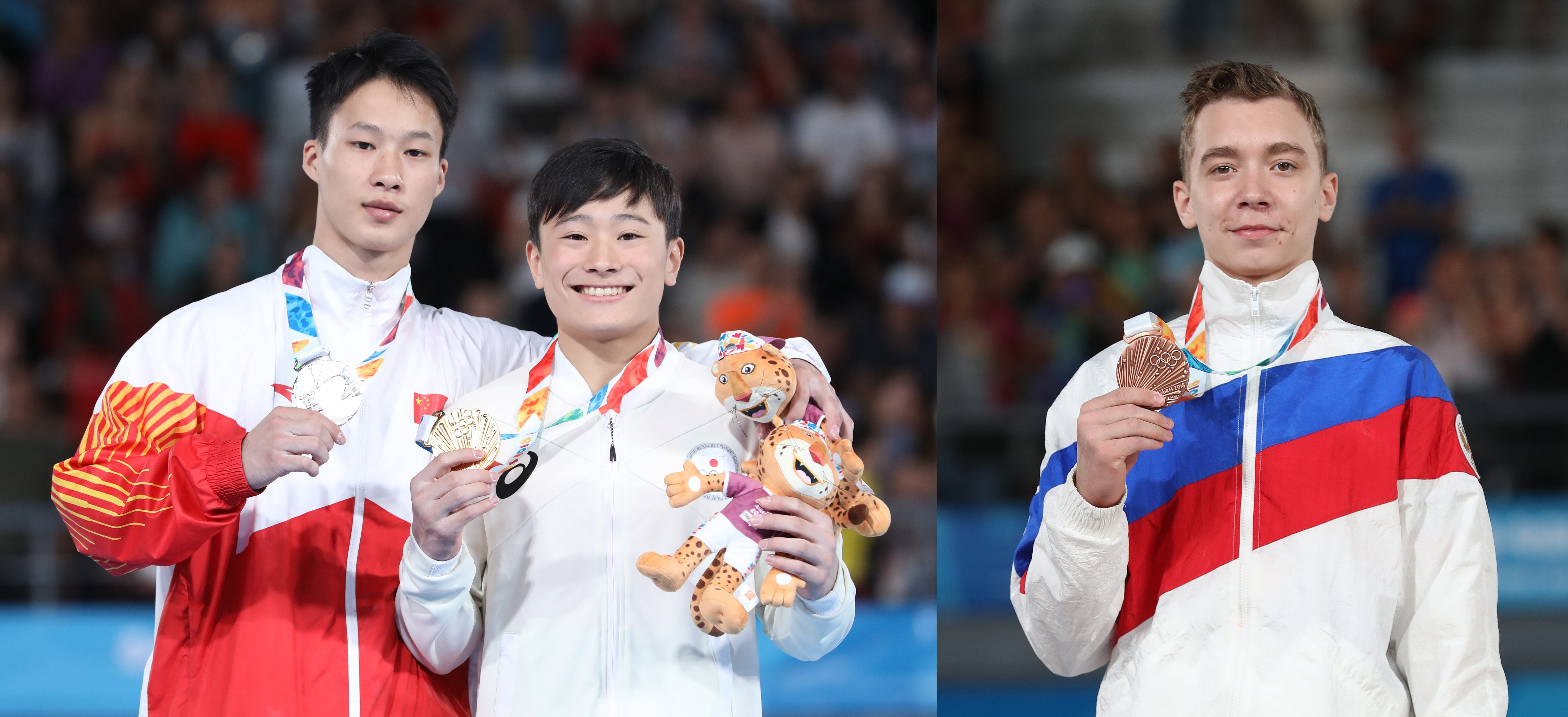
Ehrung der Sieger im Gerätefinale am Barren (von links nach rechts): Yin Dehang (Silber), Takeru Kitazono (Gold), Sergei Naydin (Bronze; verletzungsbedingt abwesend bei der Siegerehrung)
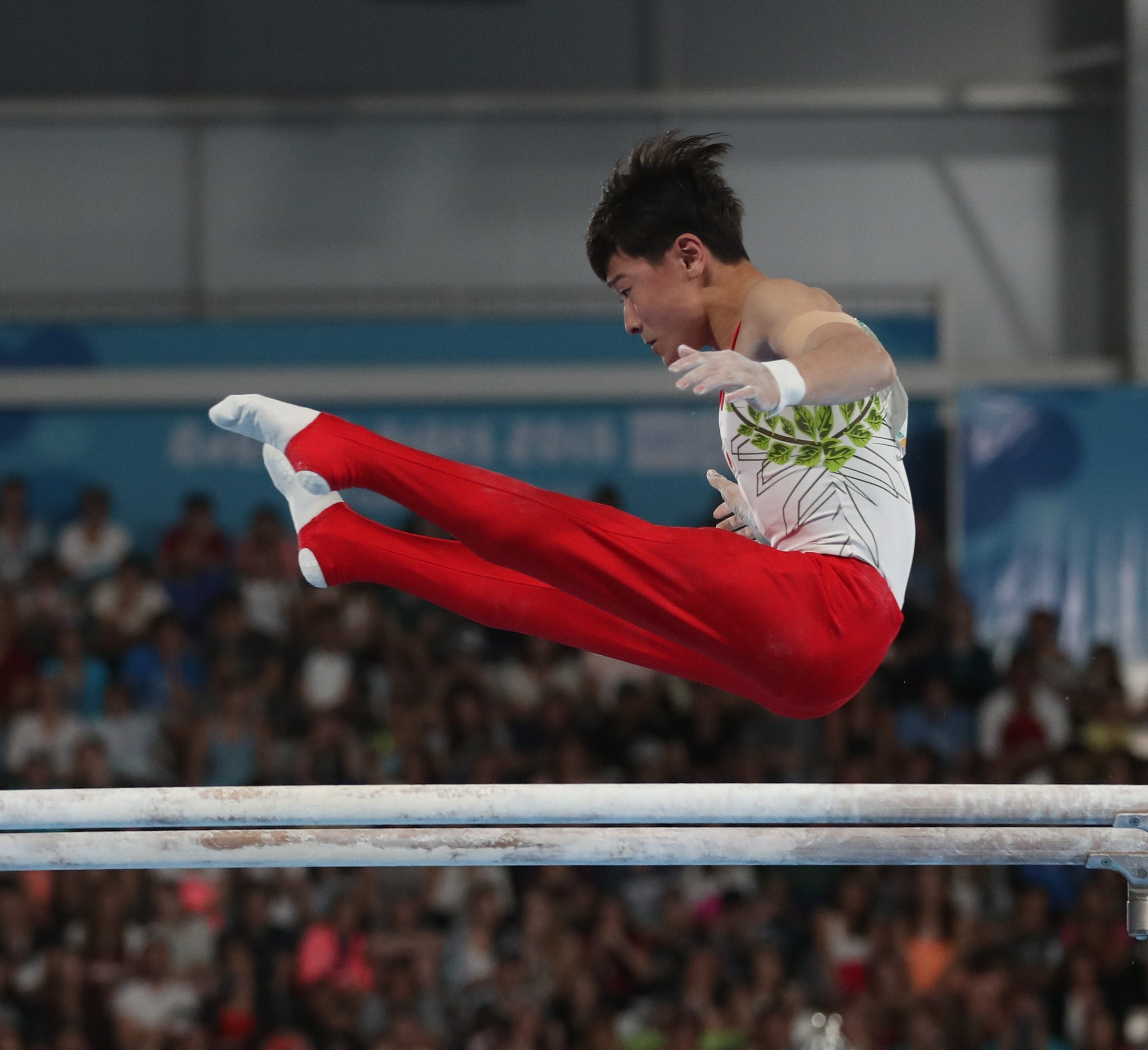
Takeru Kitazono
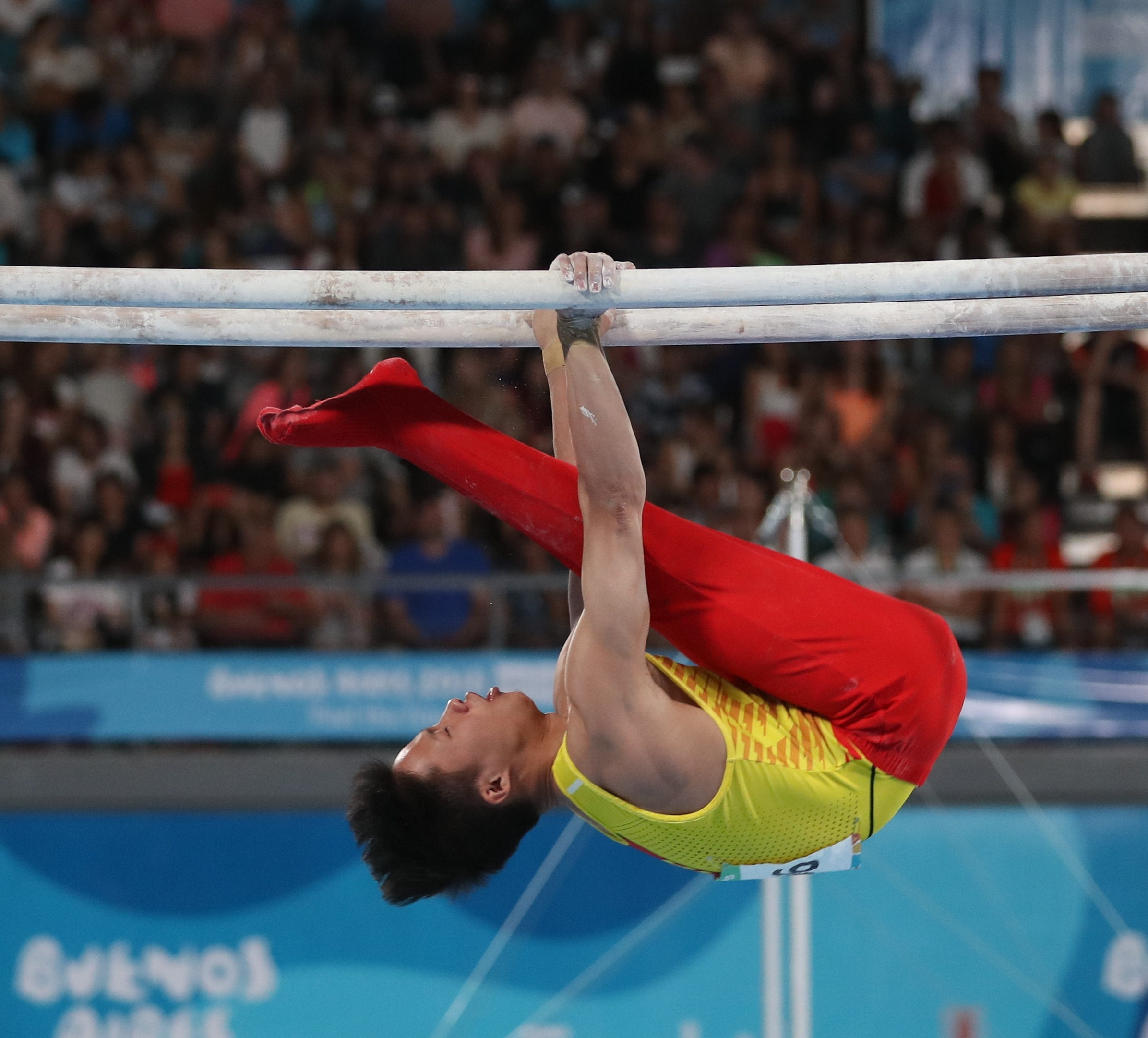
Yin Dehang
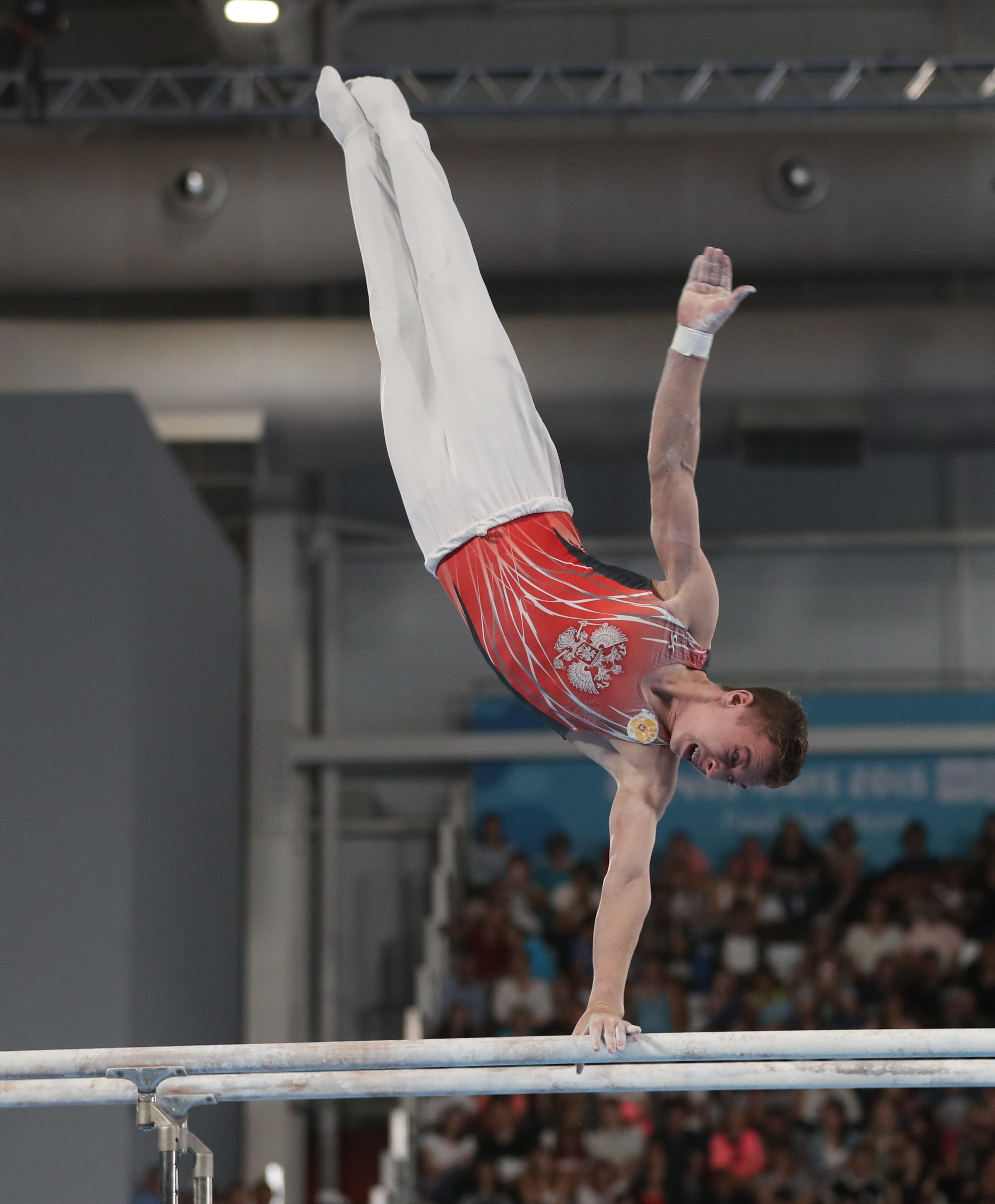
Sergei Naidin

### Reck
| Platz | Land               | Athlet           | Punkte |
| ----- | ------------------ | ---------------- | ------ |
| 1     | Japan              | Takeru Kitazono  | 13,566 |
| 2     | Brasilien          | Diogo Soares     | 13,266 |
| 3     | Ungarn             | Krisztián Balázs | 13,233 |
| 4     | Vereinigte Staaten | Brandon Briones  | 13,133 |
| 5     | Italien            | Lay Giannini     | 12,800 |
| 6     | Serbien            | Vlada Rakovič    | 12,691 |
| 7     | Lettland           | Oļegs Ivanovs    | 11,525 |
| 8     | Kanada             | Félix Dolci      | 11,300 |
|       | Russland           | Sergei Naidin    | DNS    |

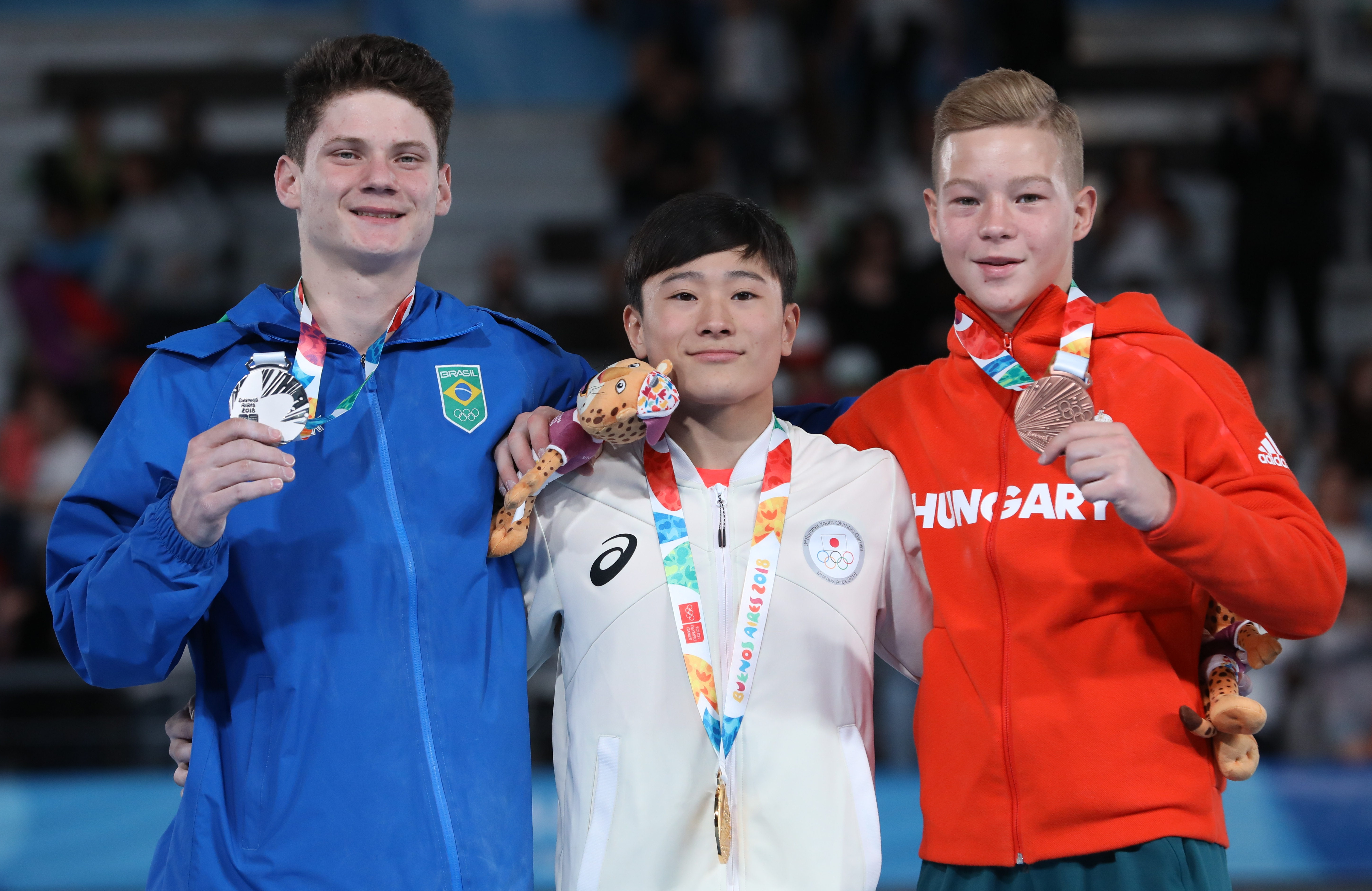
Ehrung der Sieger im Gerätefinale am Reck (von links nach rechts): Diogo Soares (Silber), Takeru Kitazono (Gold), Krisztián Balázs (Bronze)
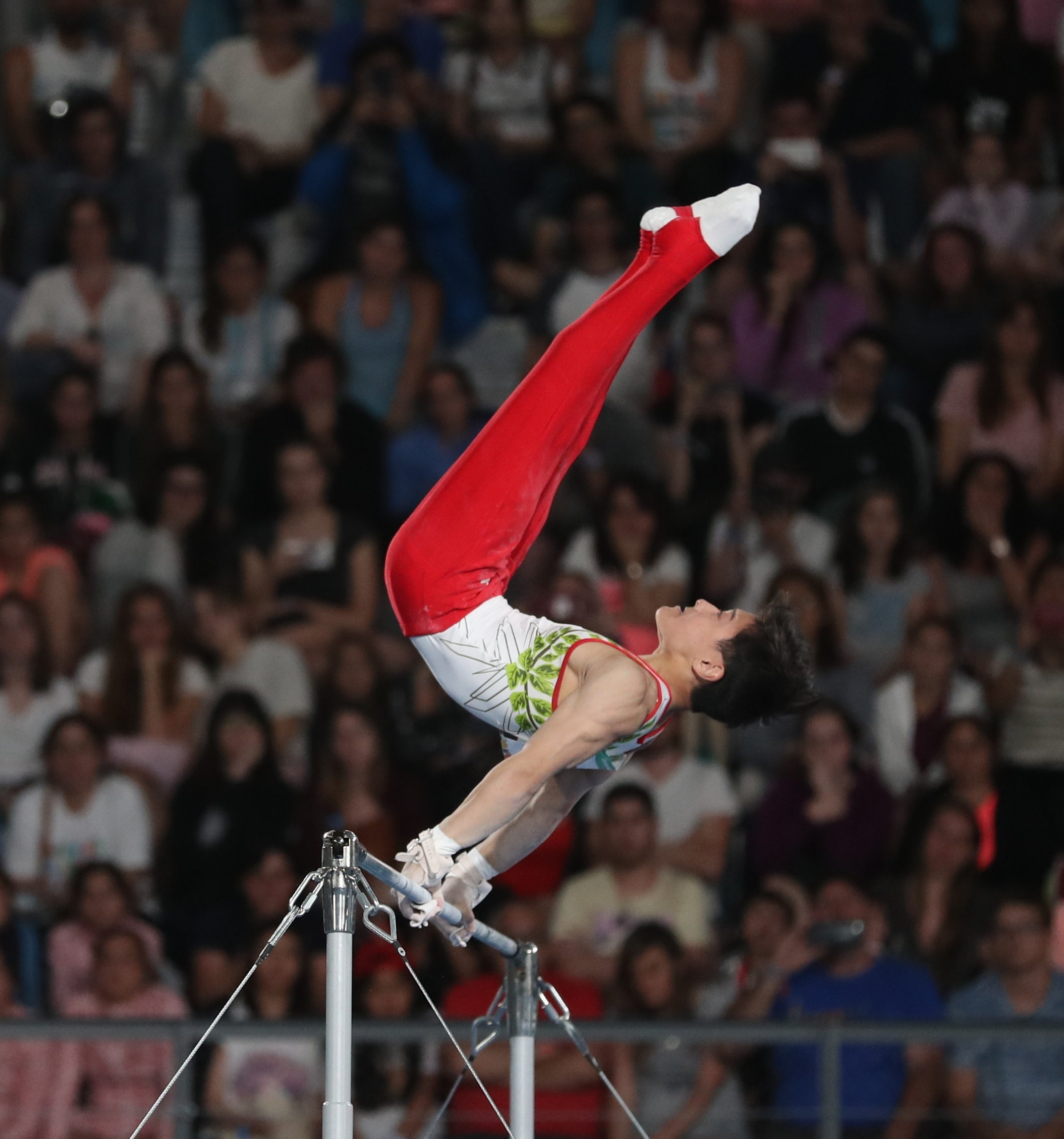
Takeru Kitazono
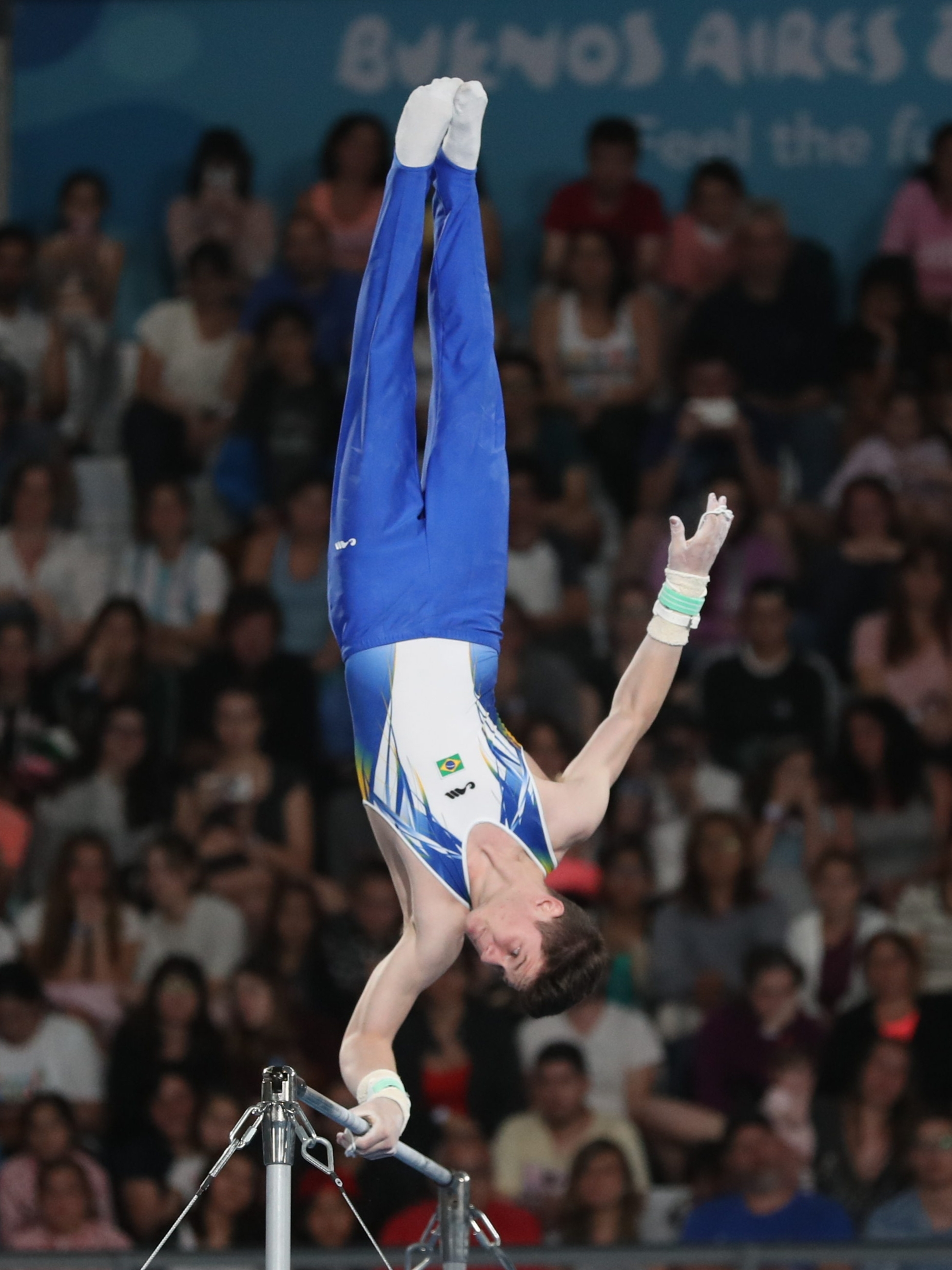
Diogo Soares
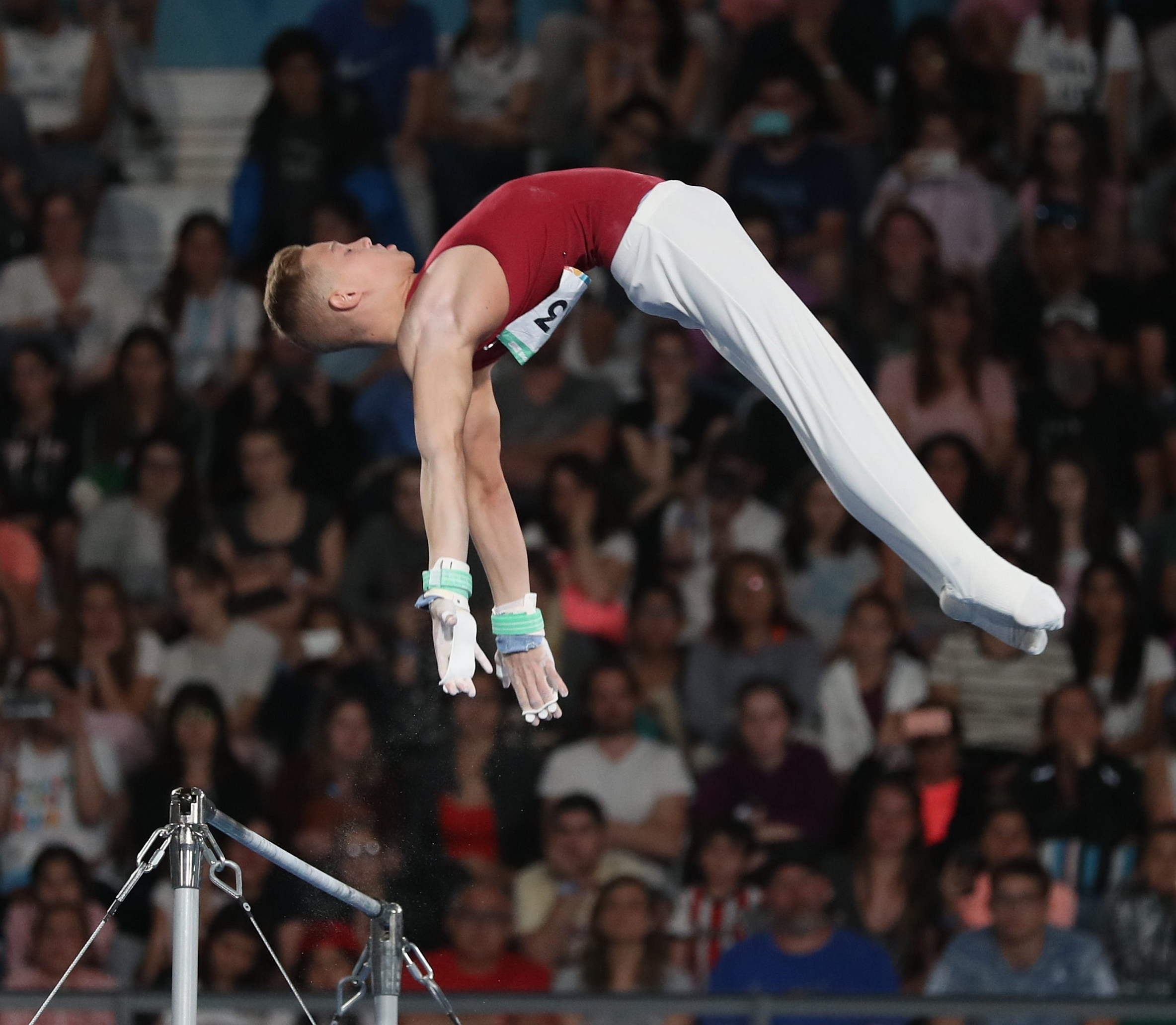
Krisztián Balázs

## Ergebnisse Mädchen

### Mehrkampf
| Platz | Land           | Athletin                | Punkte |
| ----- | -------------- | ----------------------- | ------ |
| 1     | Italien        | Giorgia Villa           | 54,066 |
| 2     | Großbritannien | Amelie Morgan           | 53,432 |
| 3     | Ukraine        | Anastassija Batschynska | 52,332 |
| 4     | China          | Tang Xijing             | 52,264 |
| 5     | Russland       | Xenija Klimenko         | 51,199 |
| 6     | Irland         | Emma Slevin             | 50,499 |
| 7     | Schweden       | Tonya Paulsson          | 49,399 |
| 8     | Australien     | Kate Sayer              | 49,299 |
| 9     | Finnland       | Ada Hautala             | 49,148 |
| 10    | Kanada         | Emma Spence             | 49,132 |
| 11    | Spanien        | Alba Petisco            | 49,132 |
| 12    | Deutschland    | Lisa Zimmermann         | 48,948 |
| 13    | Südkorea       | Lee Yun-seo             | 48,899 |
| 14    | Ungarn         | Csenge Bácskay          | 48,766 |
| 15    | Rumänien       | Ana-Maria Puiu          | 48,366 |
| 16    | Litauen        | Eglė Stalinkevičiūtė    | 48,099 |
| 17    | Costa Rica     | Camila Montoya          | 46,298 |
| 18    | Ägypten        | Zeina Ibrahim           | 42,983 |

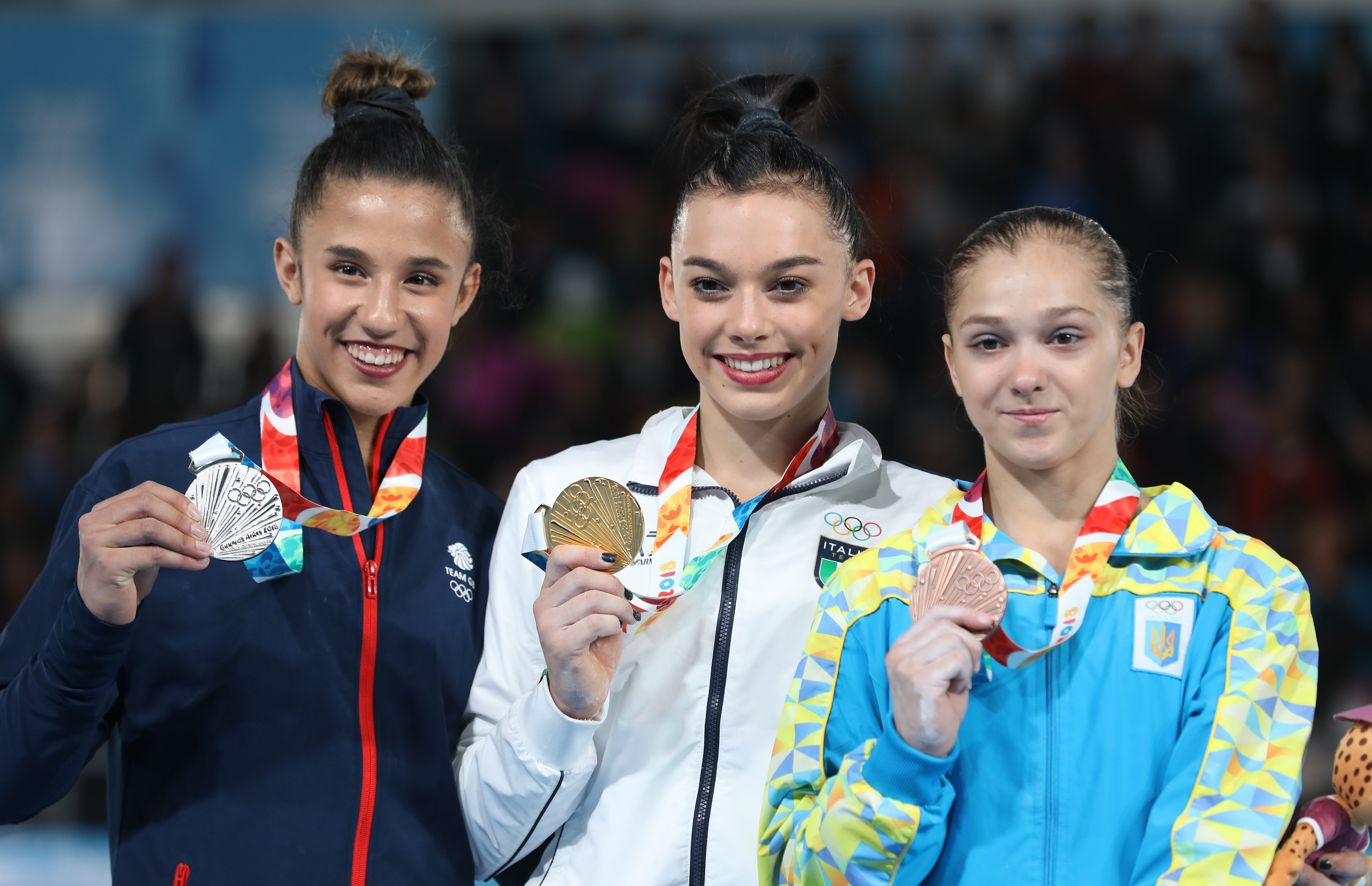
Ehrung der Siegerinnen im Mehrkampf (von links nach rechts): Amelie Morgan (Silber), Giorgia Villa (Gold), Anastassija Batschynska (Bronze)
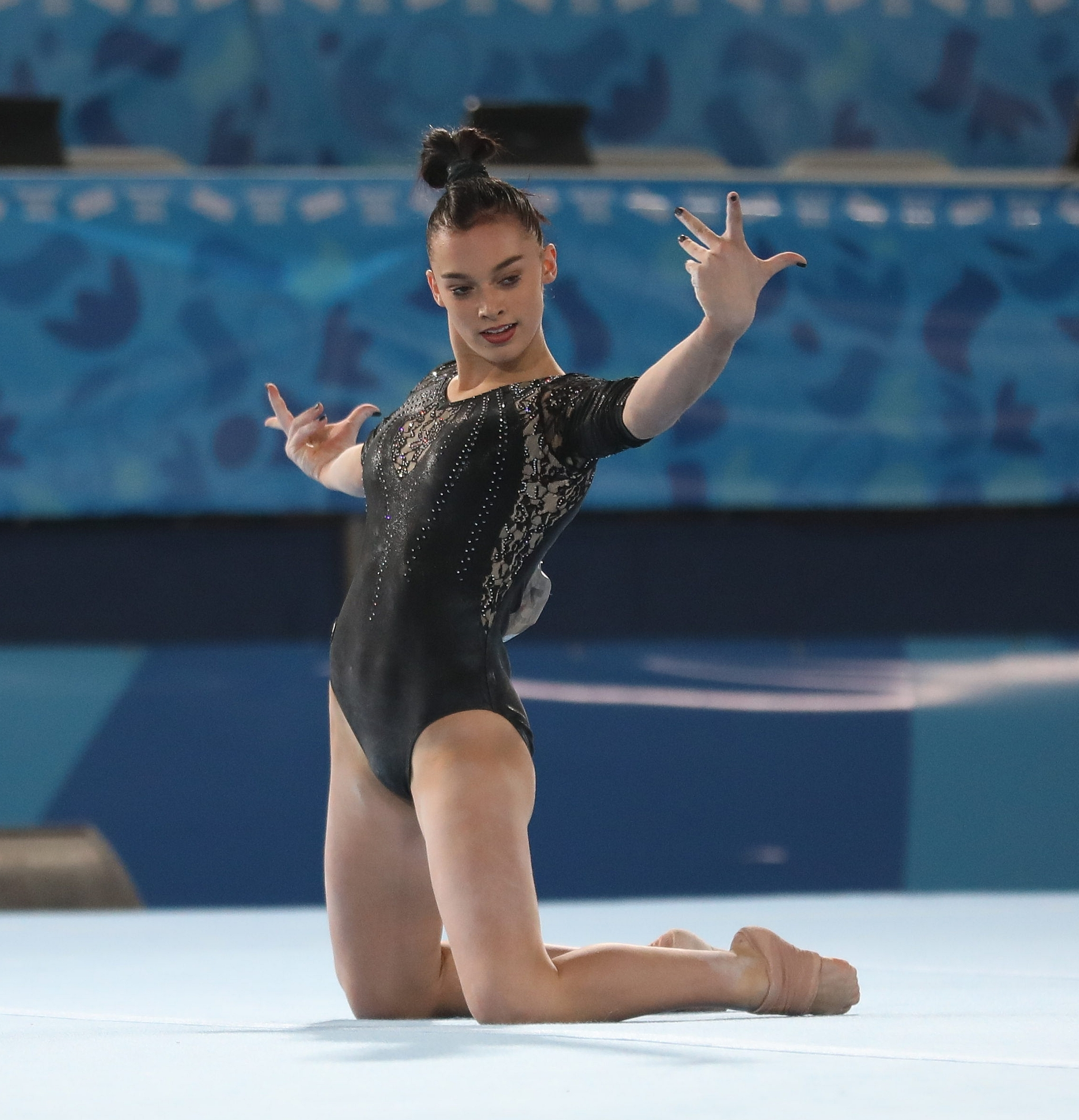
Giorgia Villa
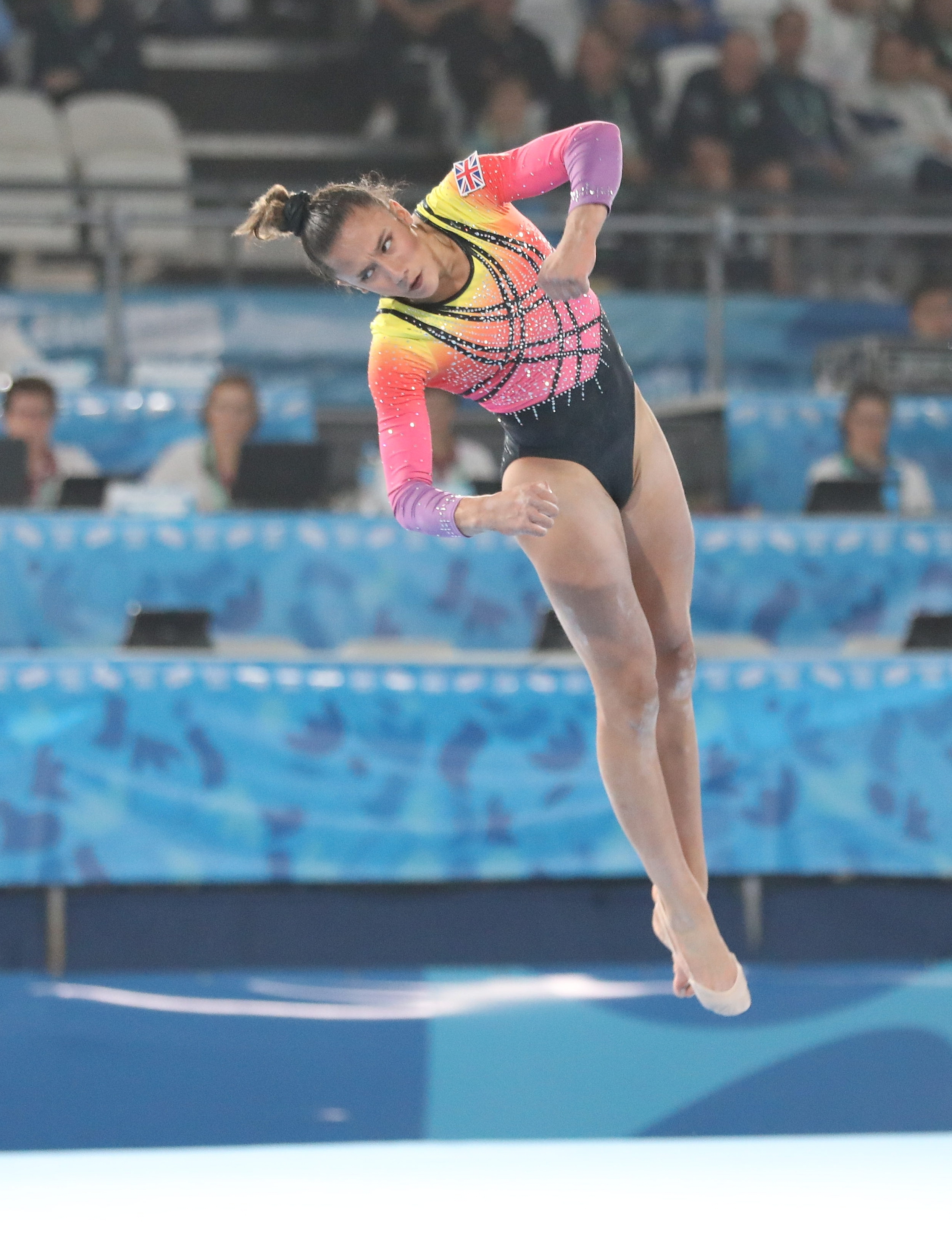
Amelie Morgan
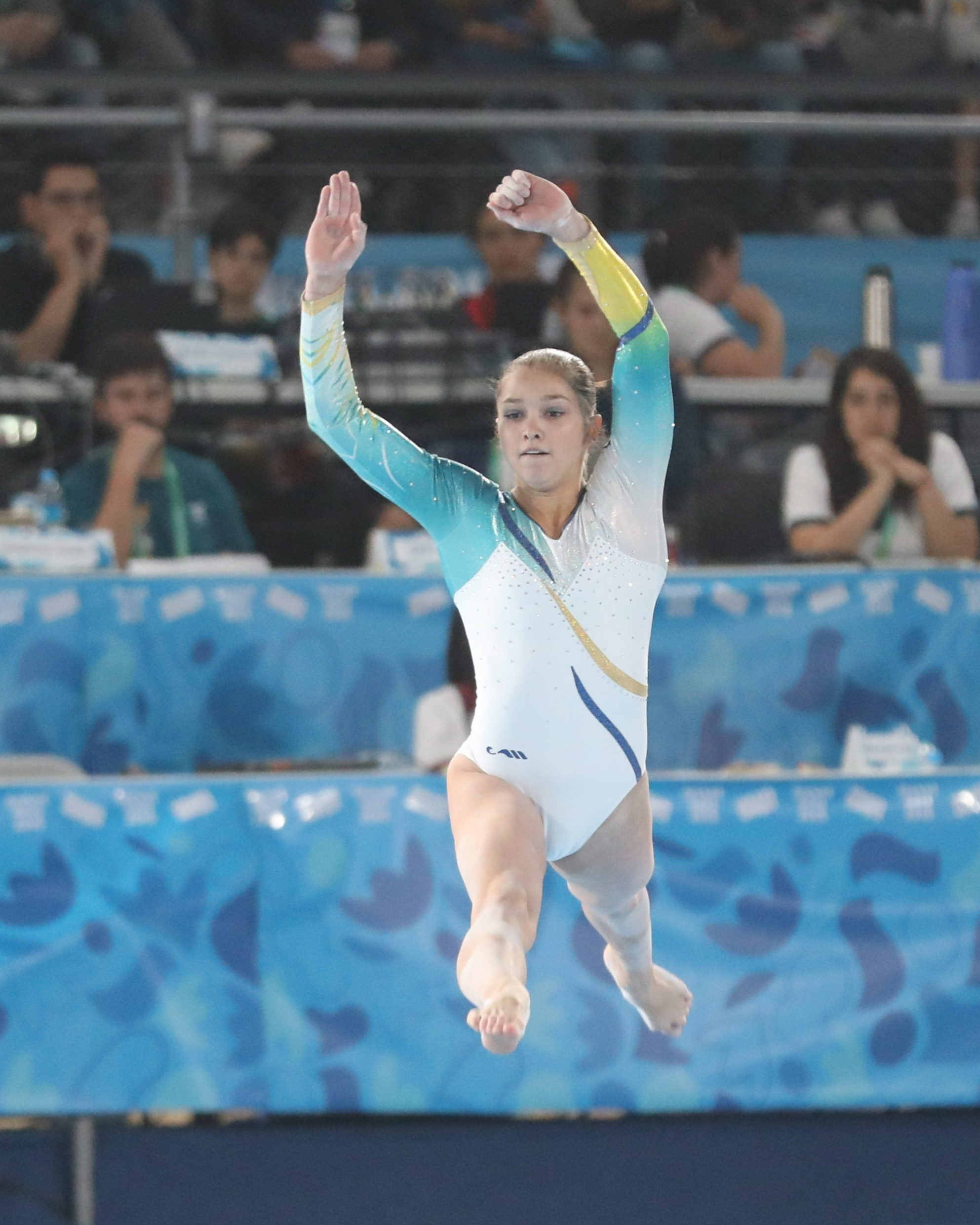
Anastassija Batschynska

### Sprung
| Platz | Land           | Athletin                | Punkte |
| ----- | -------------- | ----------------------- | ------ |
| 1     | Italien        | Giorgia Villa           | 14,233 |
| 2     | Ungarn         | Csenge Bácskay          | 13,933 |
| 3     | Kanada         | Emma Spence             | 13,483 |
| 4     | Ukraine        | Anastassija Batschynska | 13,400 |
| 5     | Deutschland    | Lisa Zimmermann         | 13,366 |
| 6     | Großbritannien | Amelie Morgan           | 13,316 |
| 7     | Australien     | Kate Sayer              | 13,249 |
| 8     | Irland         | Emma Slevin             | 12,883 |

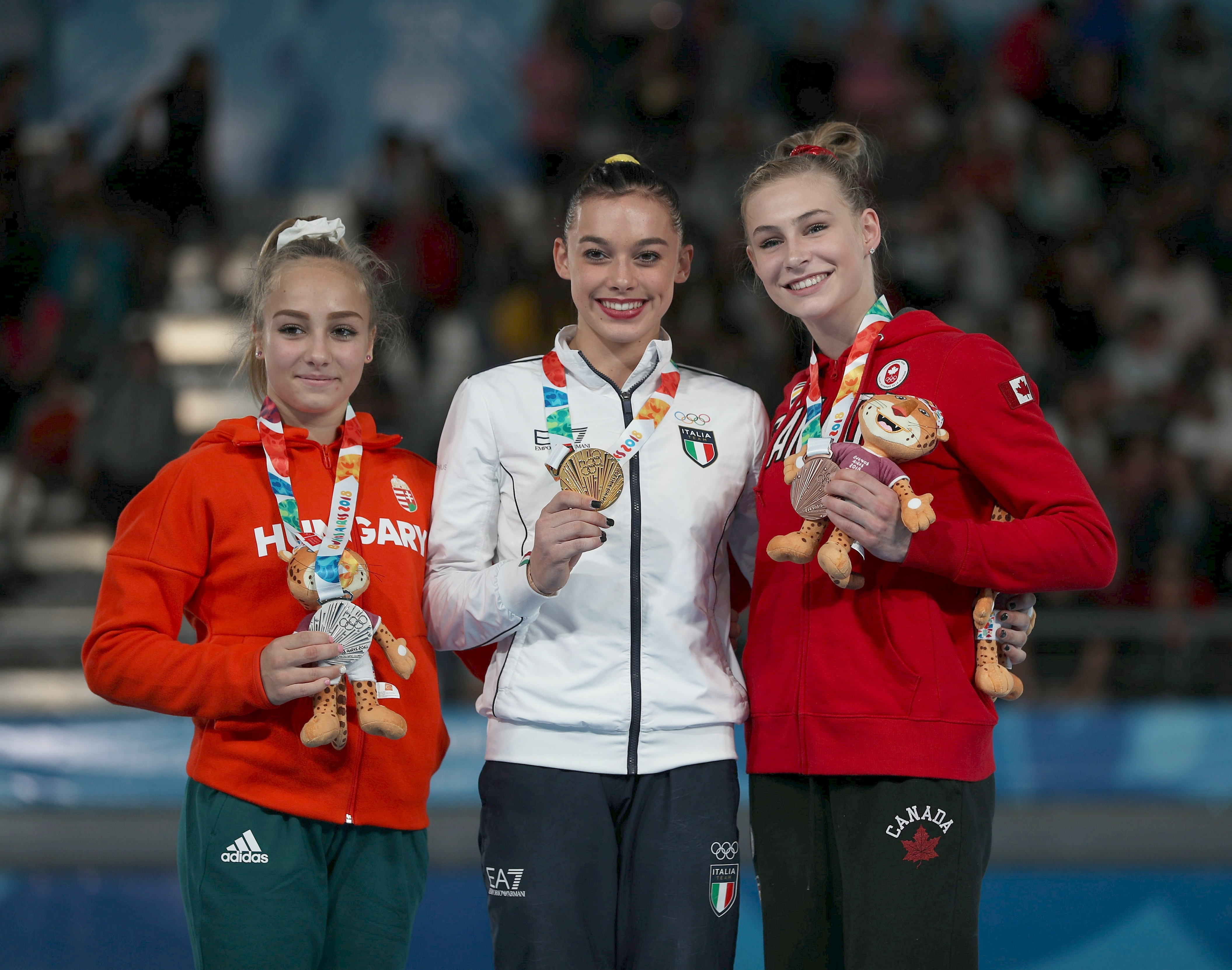
Ehrung der Siegerinnen im Gerätefinal am Sprung (von links nach rechts): Csenge Bácskay (Silber), Giorgia Villa (Gold), Emma Spence (Bronze)
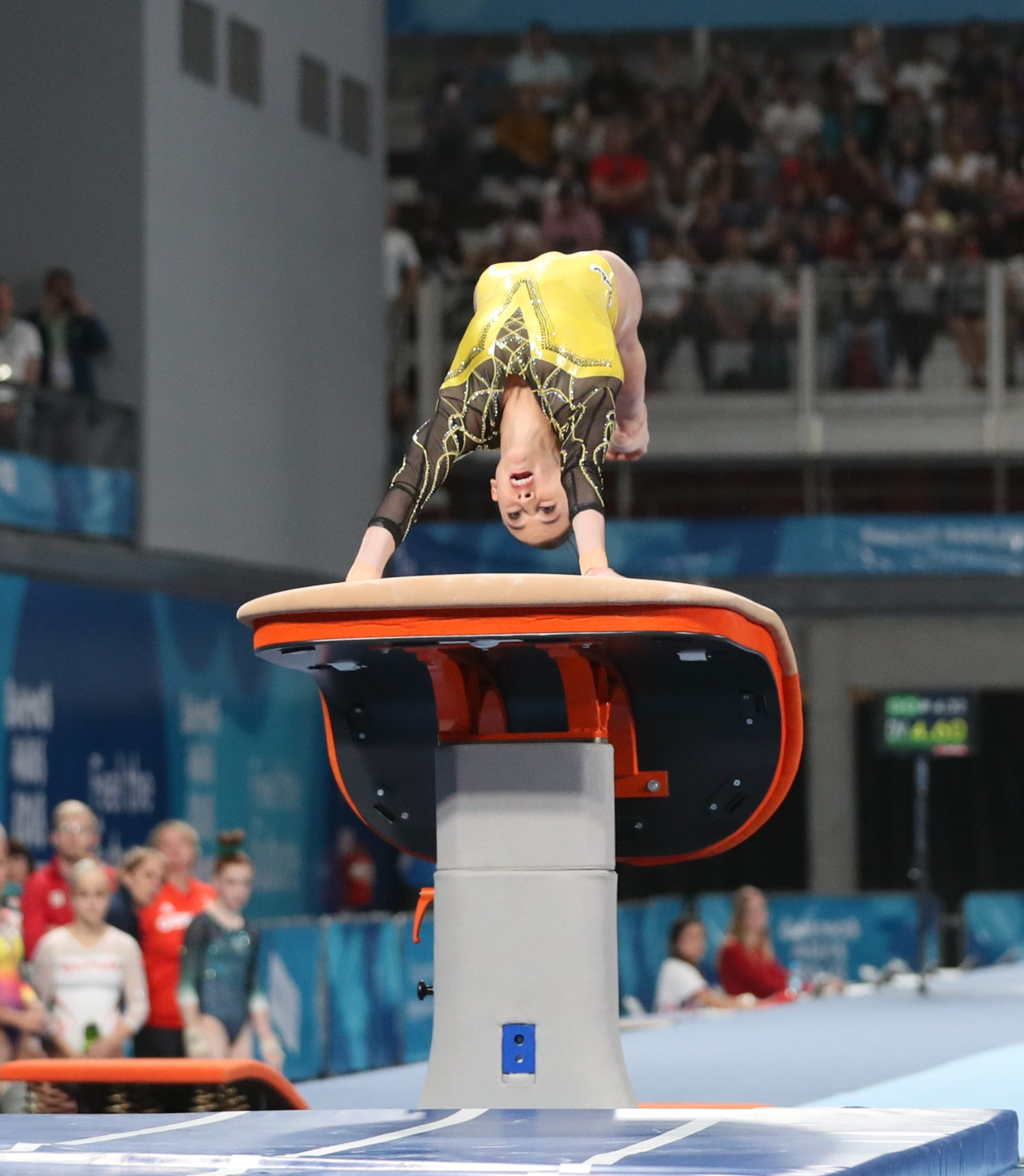
Giorgia Villa
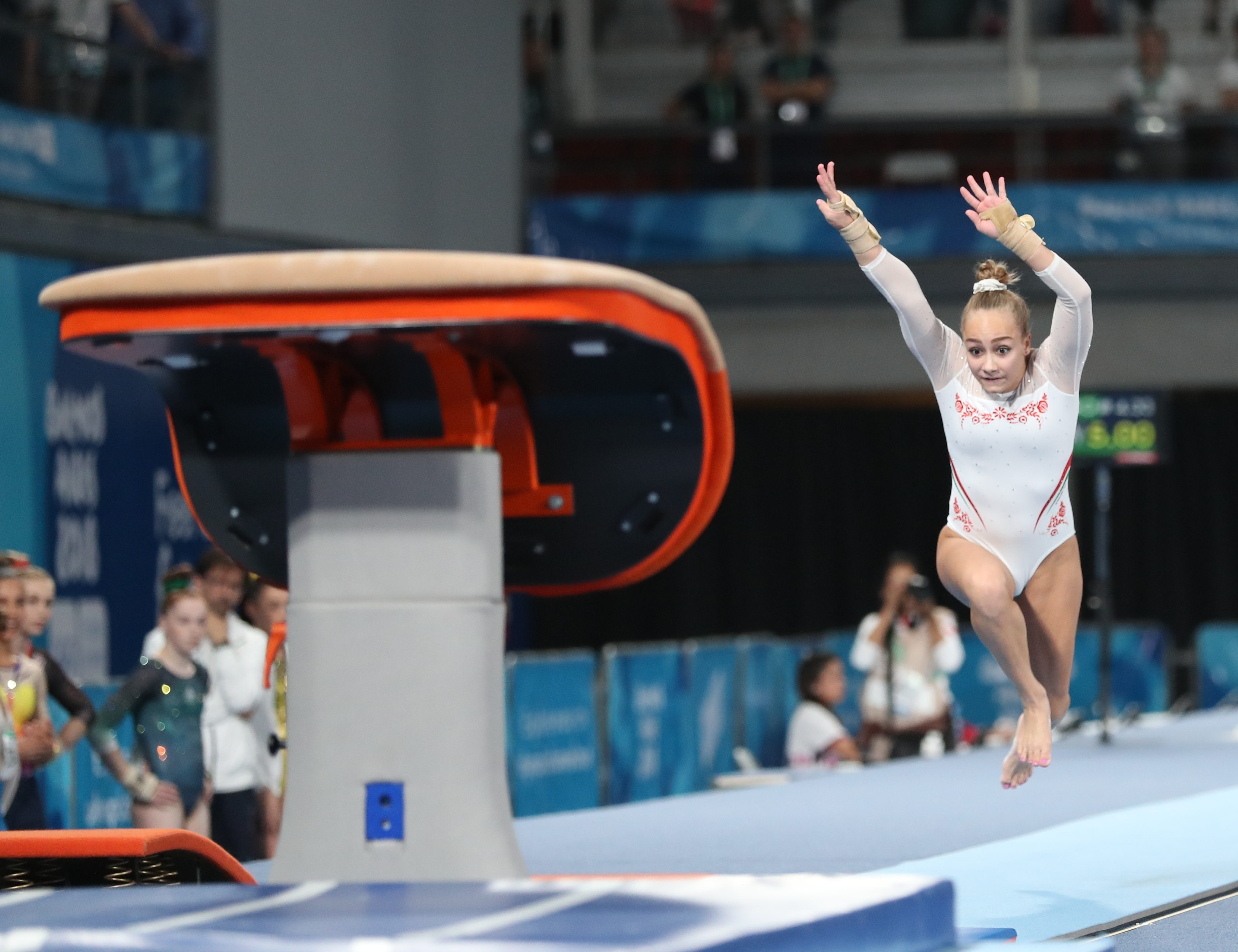
Csenge Bácskay
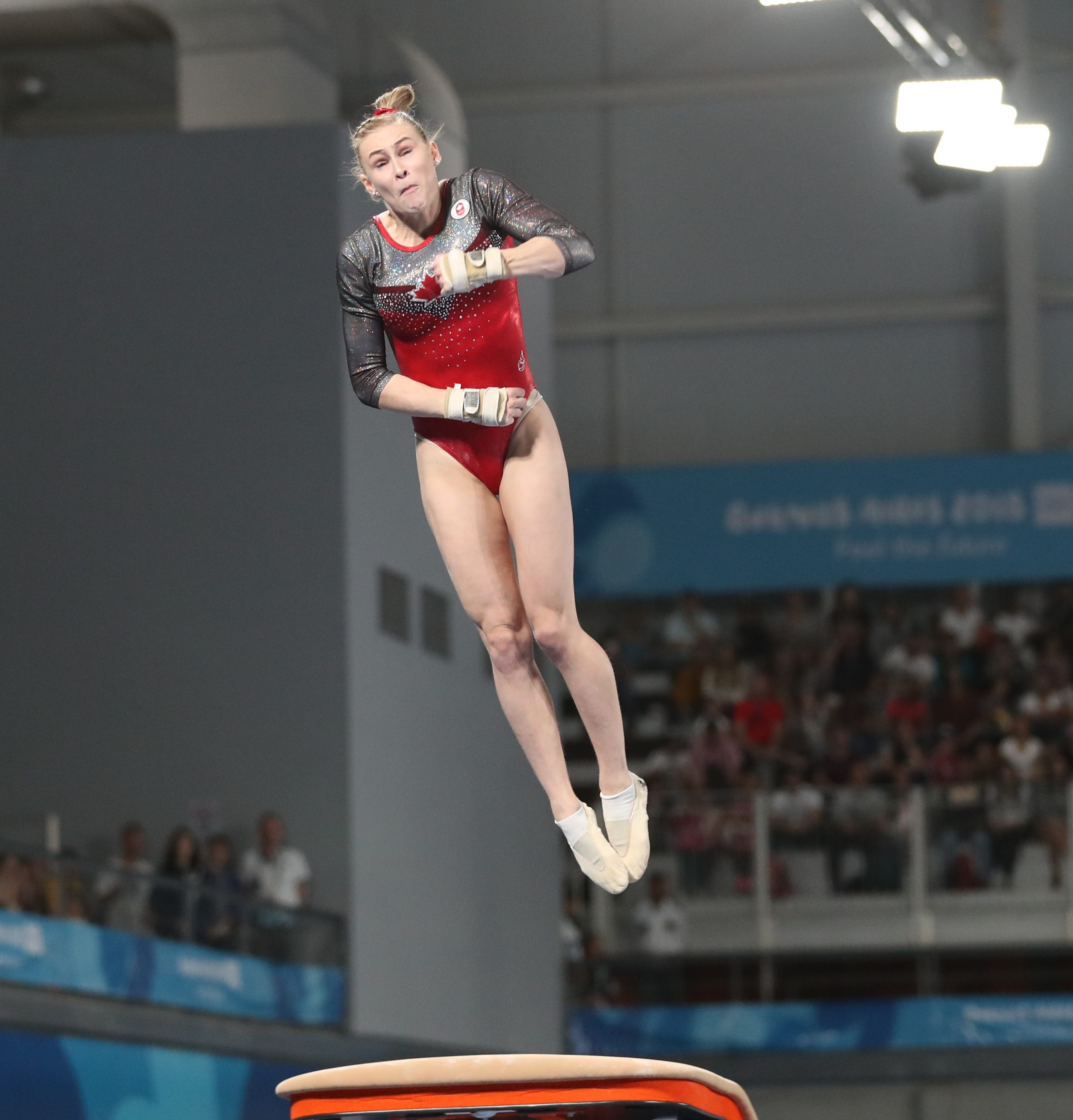
Emma Spence

### Stufenbarren
| Platz | Land           | Athletin                | Punkte |
| ----- | -------------- | ----------------------- | ------ |
| 1     | Russland       | Xenija Klimenko         | 14,266 |
| 2     | Italien        | Giorgia Villa           | 14,166 |
| 3     | China          | Tang Xijing             | 13,900 |
| 4     | Großbritannien | Amelie Morgan           | 13,400 |
| 5     | Südkorea       | Lee Yun-seo             | 13,166 |
| 6     | Ukraine        | Anastassija Batschynska | 13,133 |
| 7     | Schweden       | Tonya Paulsson          | 12,800 |
| 8     | Irland         | Emma Slevin             | 12,600 |

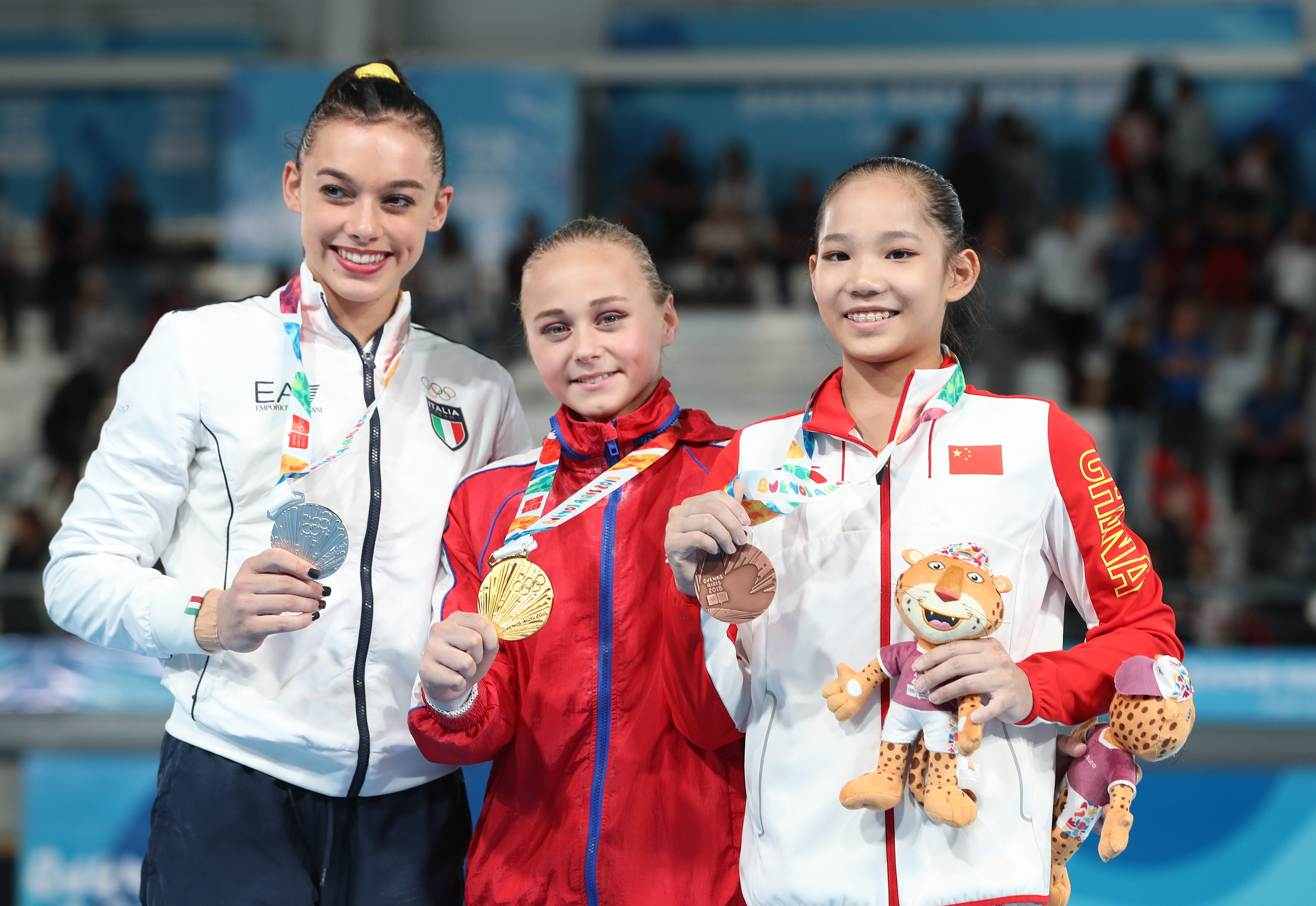
Ehrung der Siegerinnen im Gerätefinale am Stufenbarren (von links nach rechts): Giorgia Villa (Silber), Xenija Klimenko (Gold), Tang Xijing (Bronze)
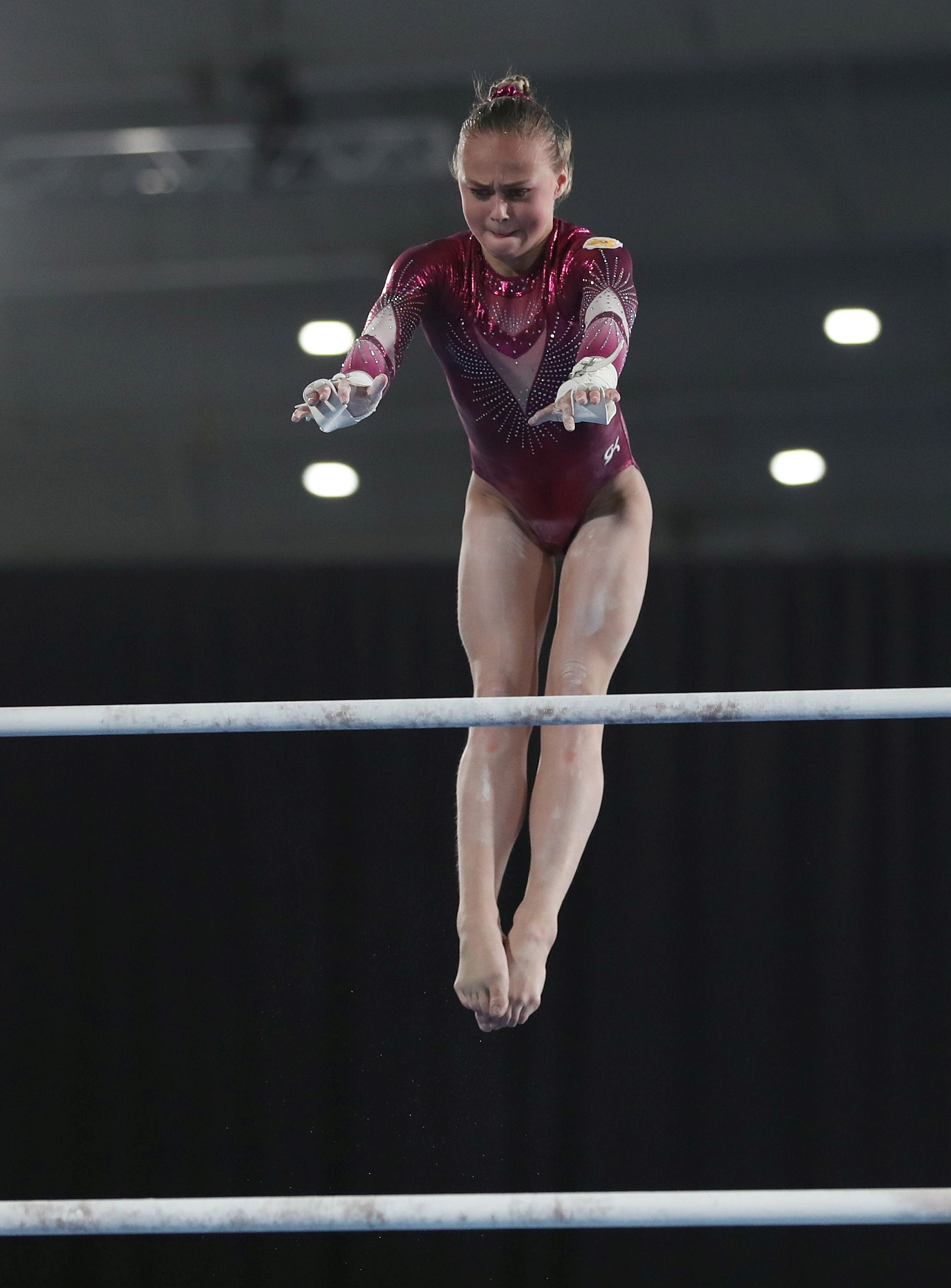
Xenija Klimenko
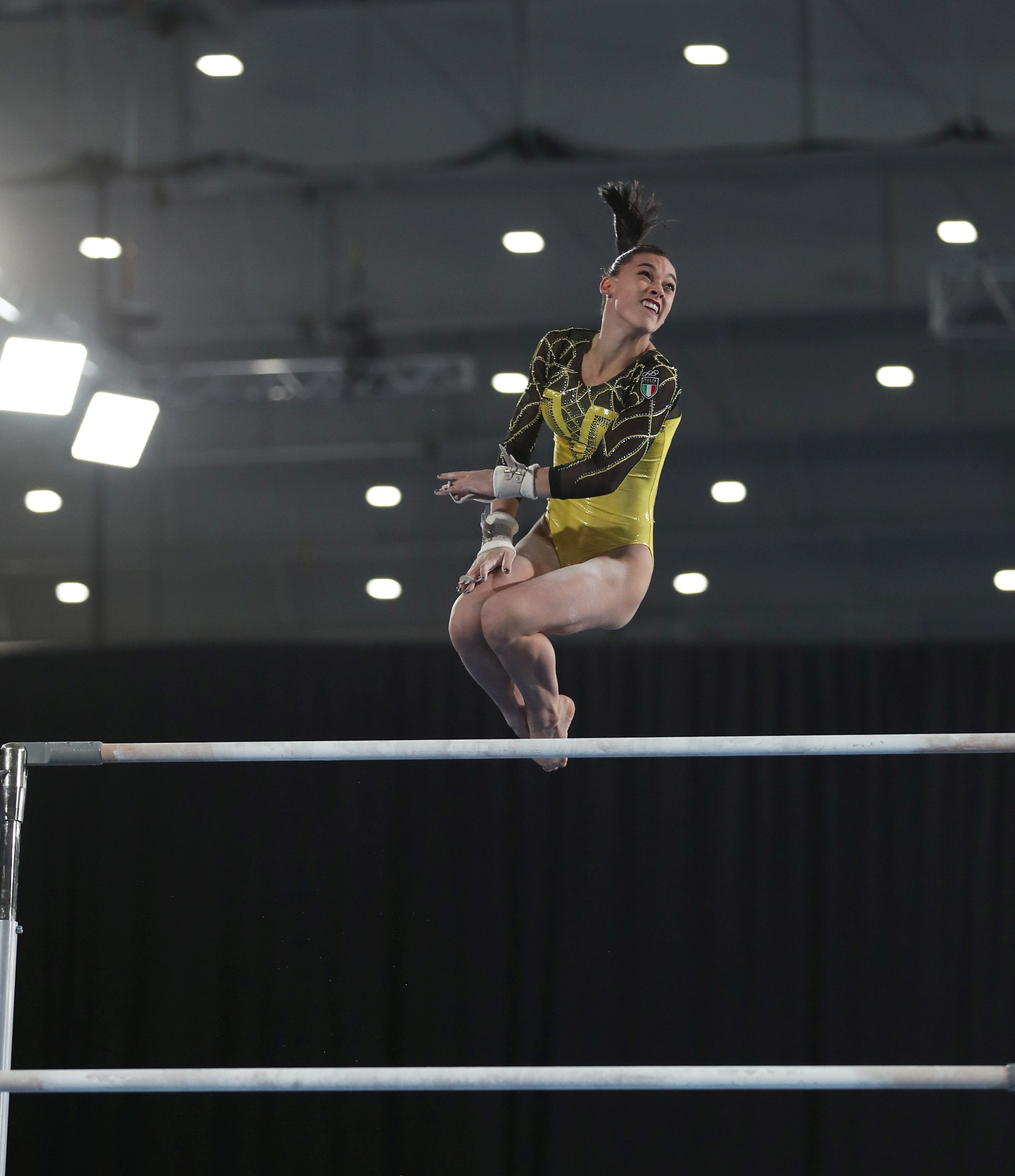
Giorgia Villa
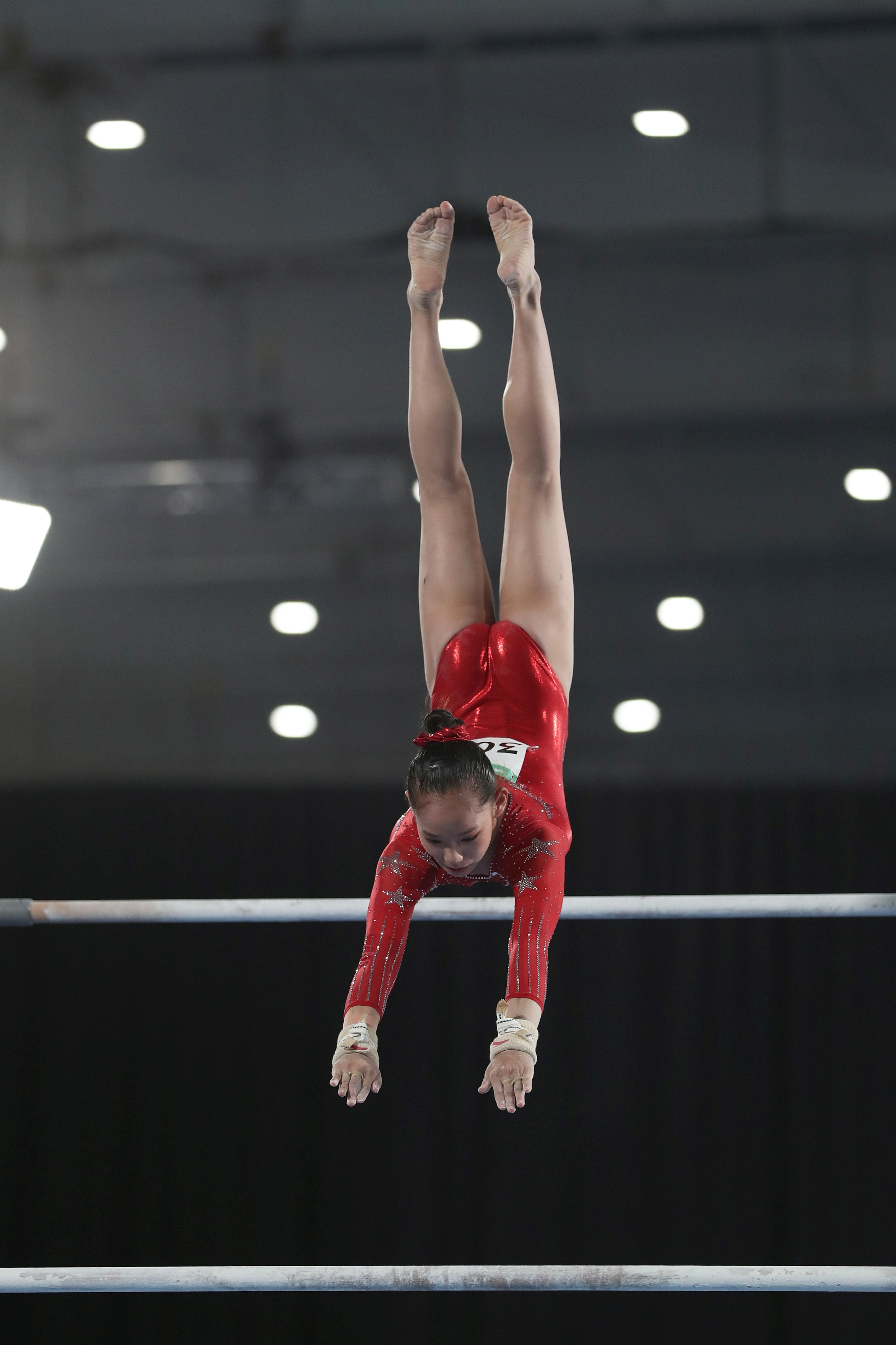
Tang Xijing

### Schwebebalken
| Platz | Land           | Athletin                | Punkte |
| ----- | -------------- | ----------------------- | ------ |
| 1     | China          | Tang Xijing             | 14,033 |
| 2     | Russland       | Xenija Klimenko         | 13,533 |
| 3     | Großbritannien | Amelie Morgan           | 13,033 |
| 4     | Italien        | Giorgia Villa           | 12,966 |
| 5     | Irland         | Emma Slevin             | 11,800 |
| 6     | Ukraine        | Anastassija Batschynska | 11,800 |
| 7     | Rumänien       | Ana-Maria Puiu          | 11,066 |
| 8     | Kanada         | Emma Spence             | 10,366 |

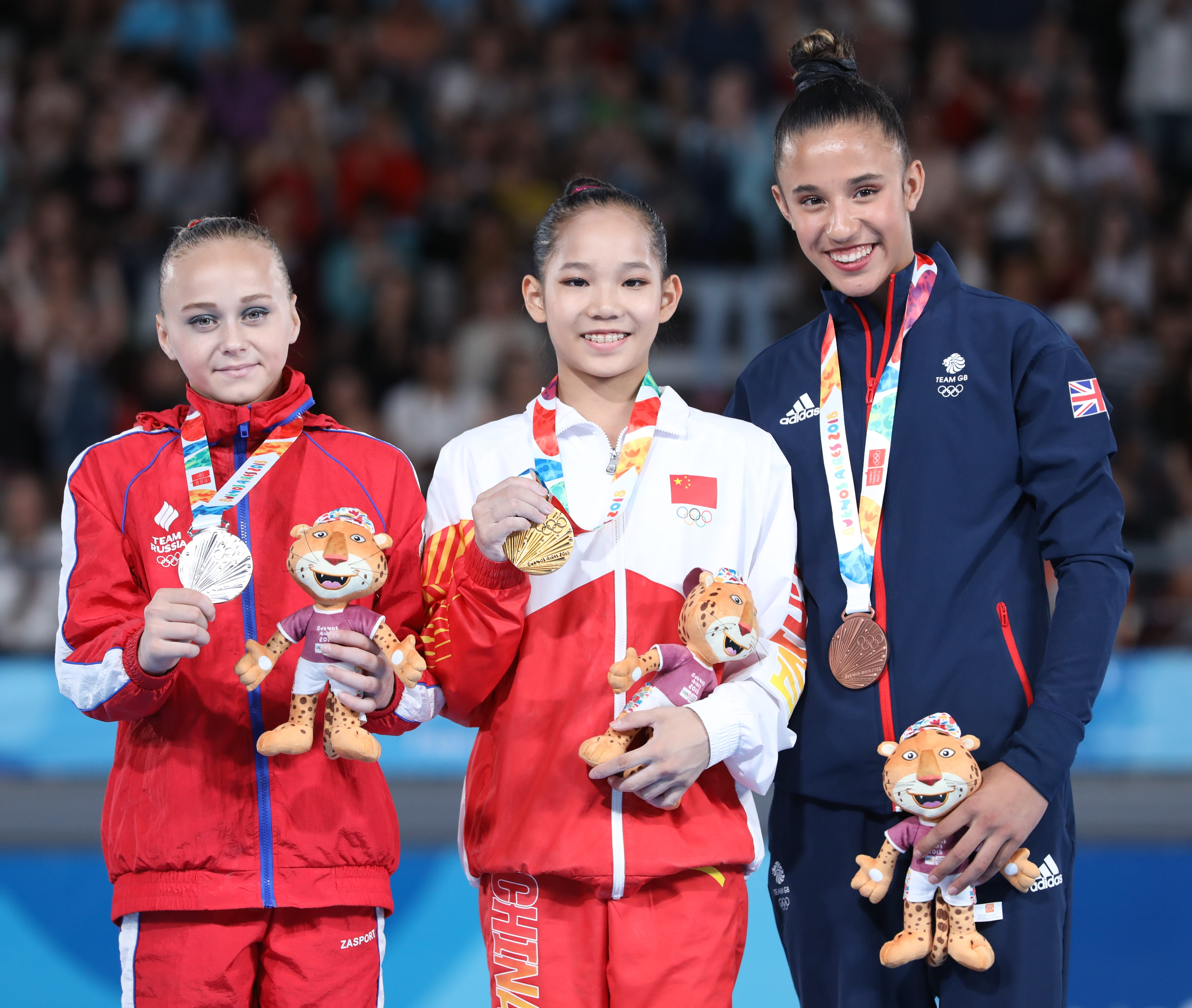
Ehrung der Siegerinnen im Gerätefinale am Schwebebalken (von links nach rechts): Xenija Klimenko (Silber), Tang Xijing (Gold), Amelie Morgan (Bronze)
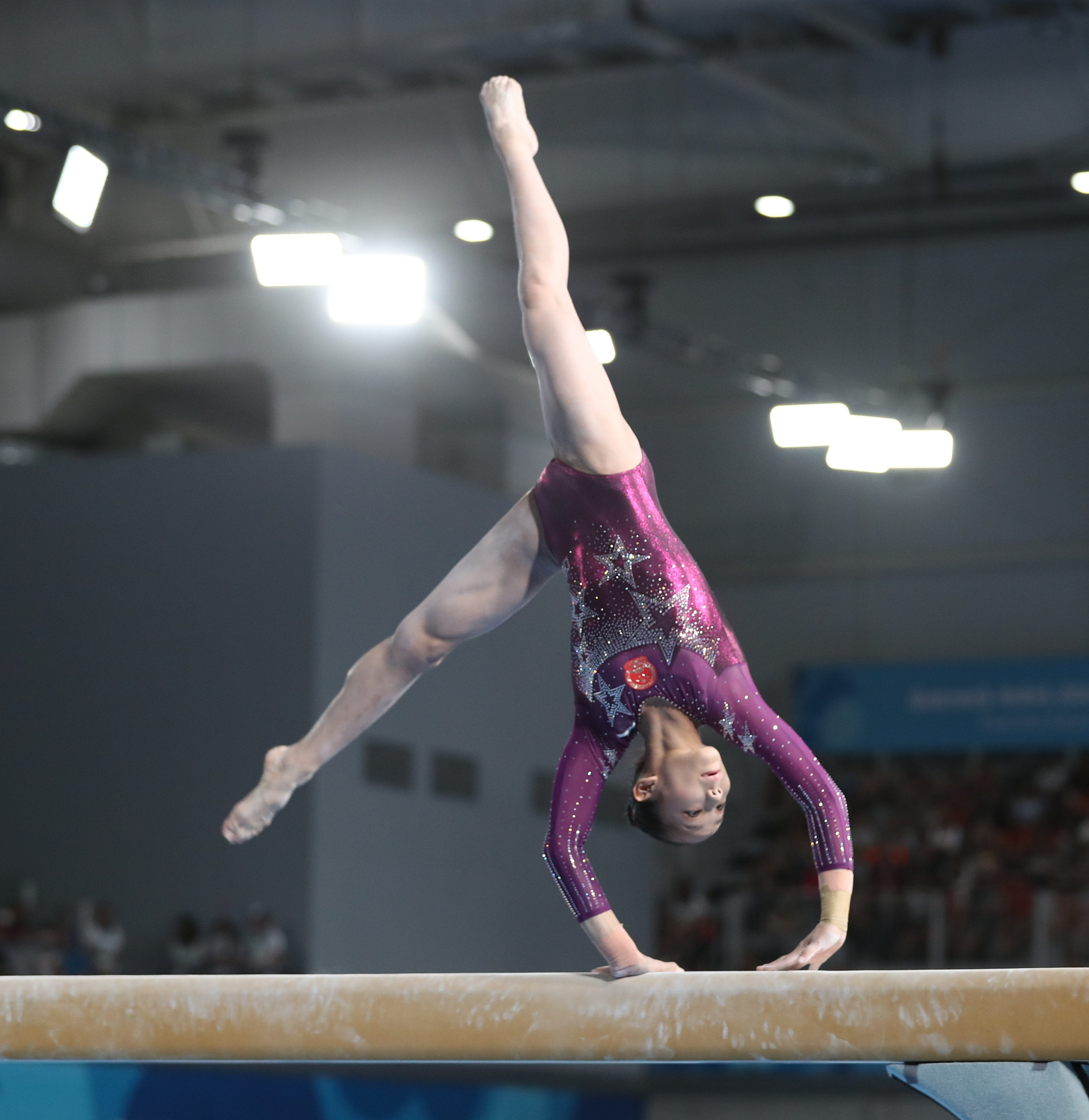
Tang Xijing
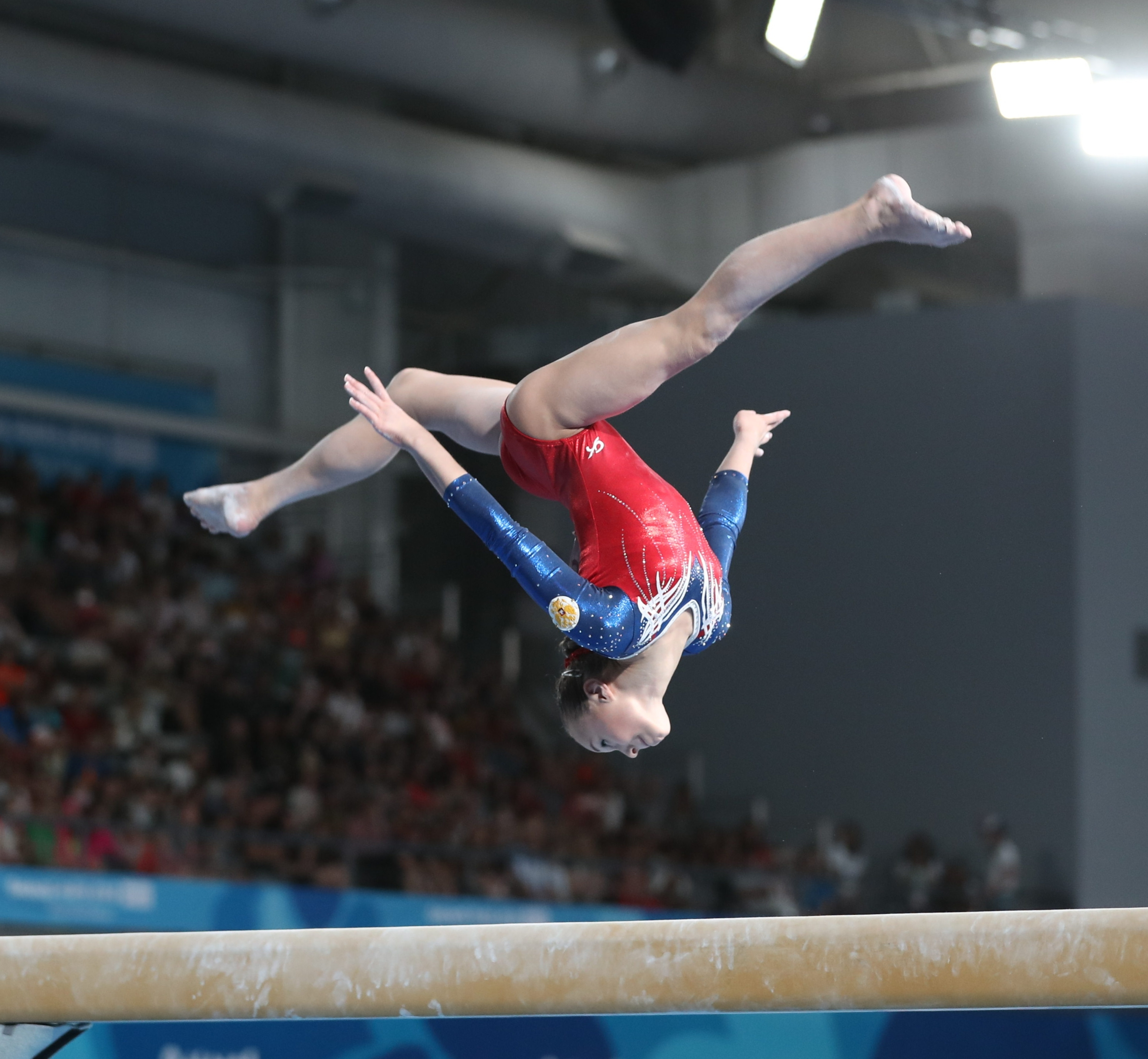
Xenija Klimenko
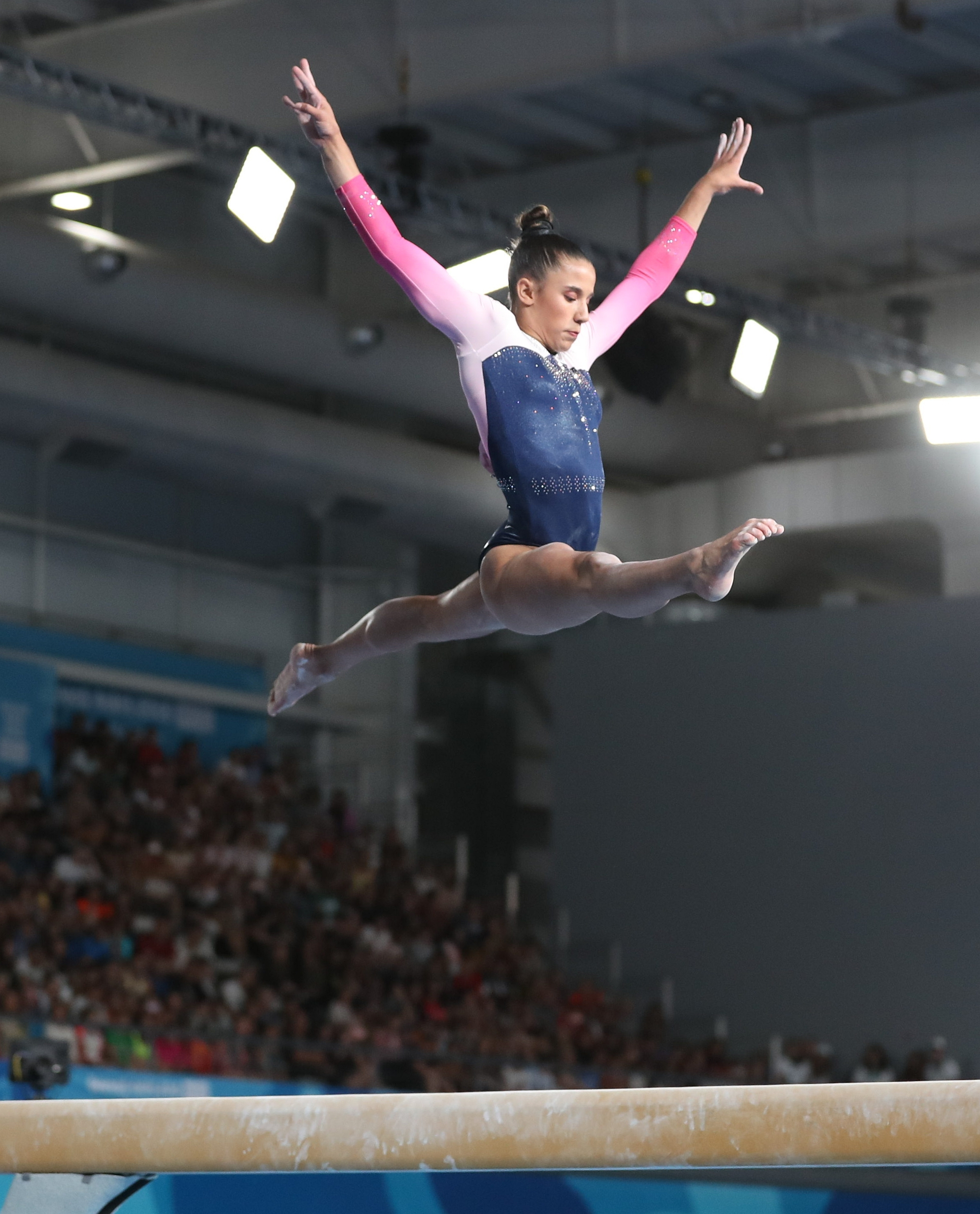
Amelie Morgan

### Boden
| Platz | Land           | Athletin                | Punkte |
| ----- | -------------- | ----------------------- | ------ |
| 1     | Italien        | Giorgia Villa           | 13,300 |
| 2     | Großbritannien | Amelie Morgan           | 13,233 |
| 3     | Ukraine        | Anastassija Batschynska | 13,166 |
| 4     | China          | Tang Xijing             | 12,966 |
| 5     | Kanada         | Emma Spence             | 12,400 |
| 6     | Irland         | Emma Slevin             | 12,000 |
| 7     | Russland       | Xenija Klimenko         | 12,000 |
| 8     | Australien     | Kate Sayer              | 11,900 |

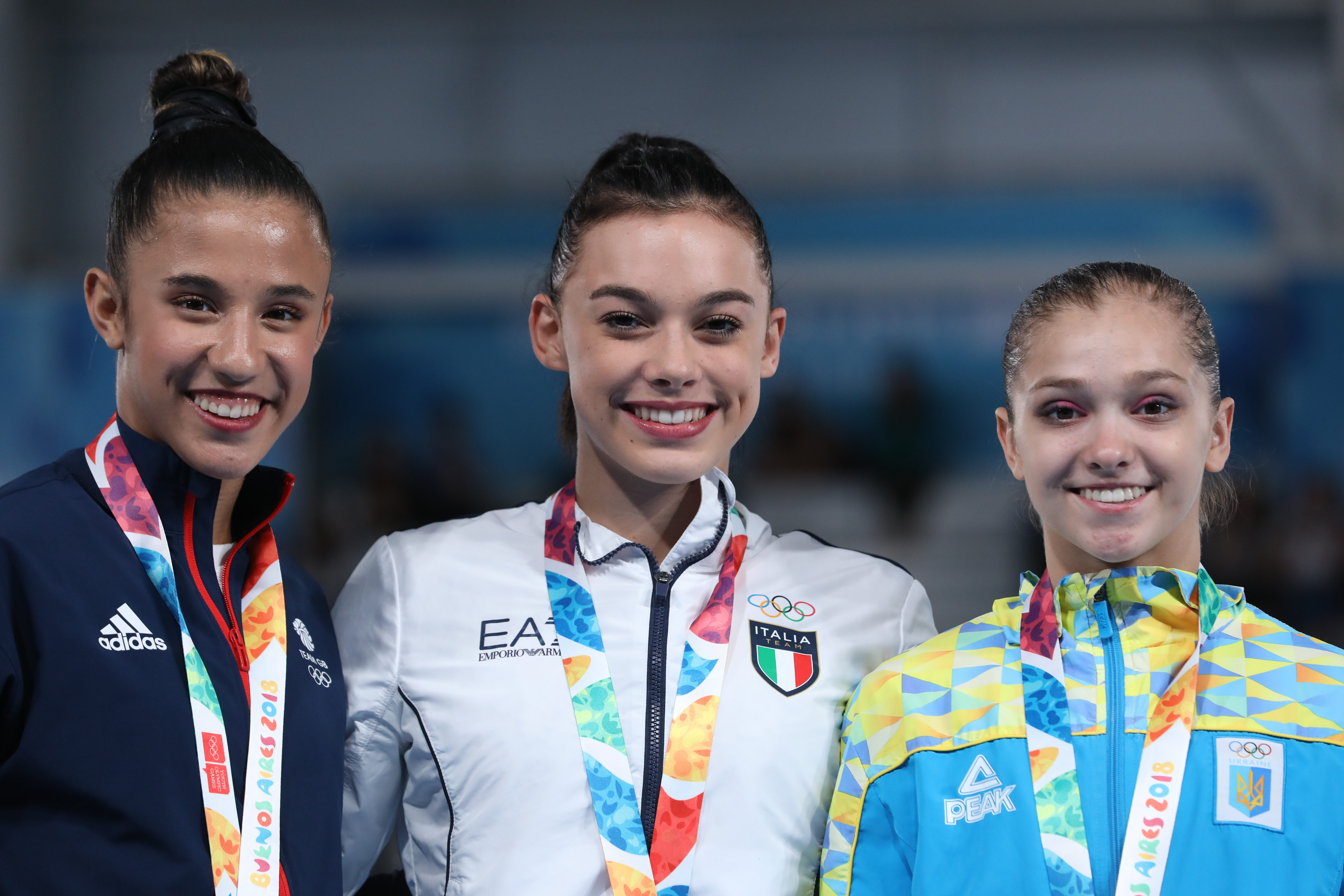
Ehrung der Siegerinnen im Gerätefinale am Boden (von links nach rechts): Amelie Morgan (Silber), Giorgia Villa (Gold), Anastassija Batschynska (Bronze)
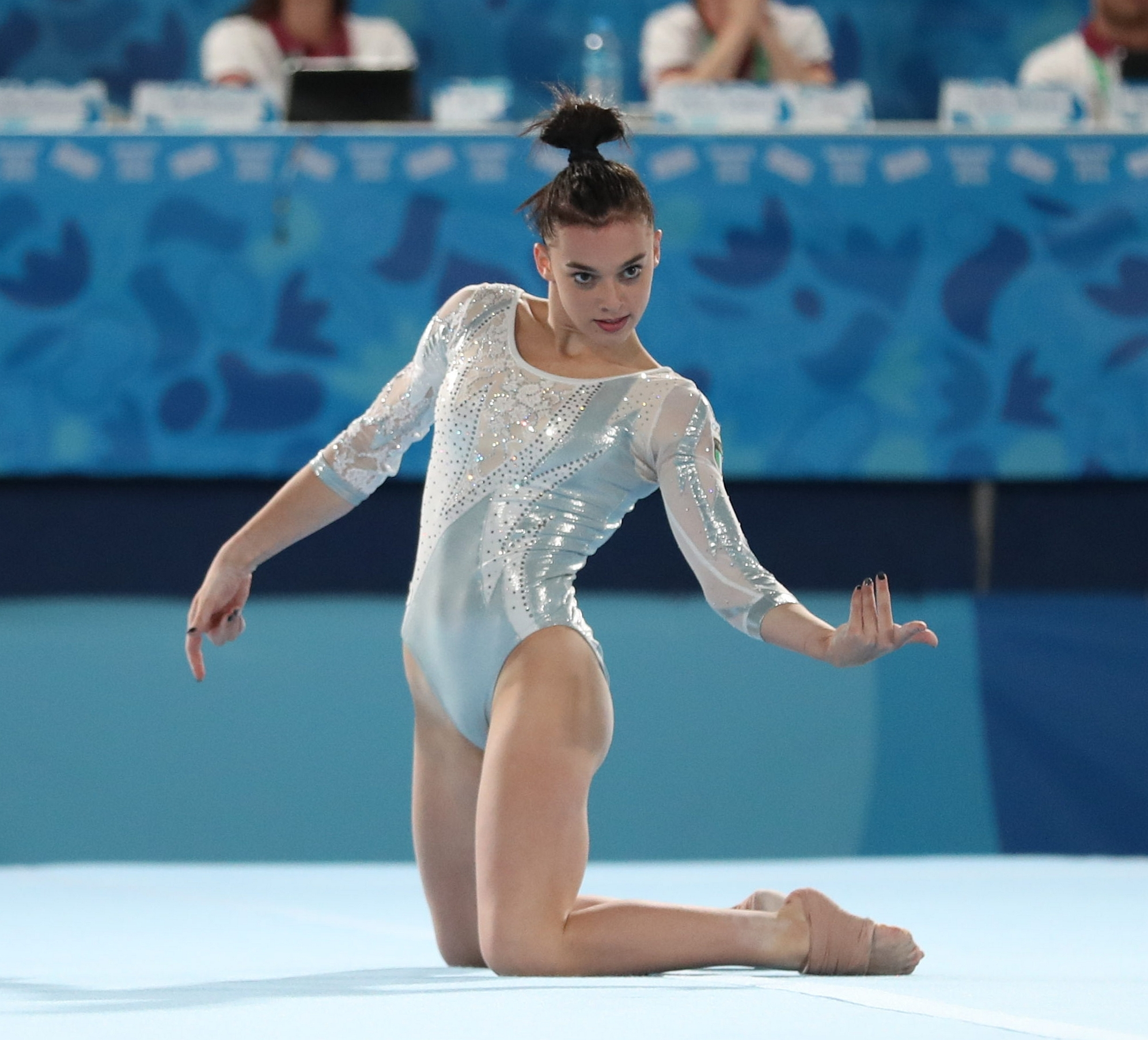
Giorgia Villa
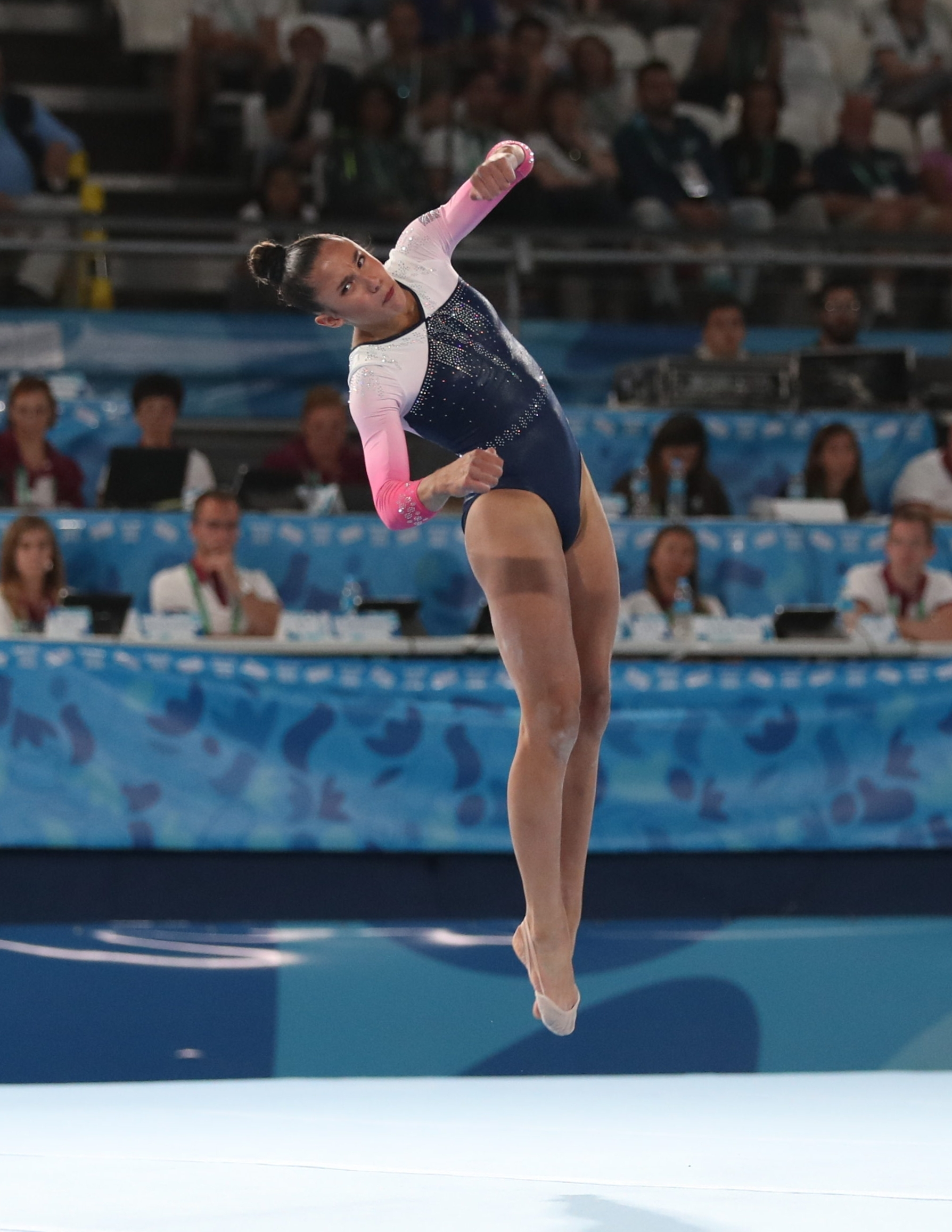
Amelia Morgan
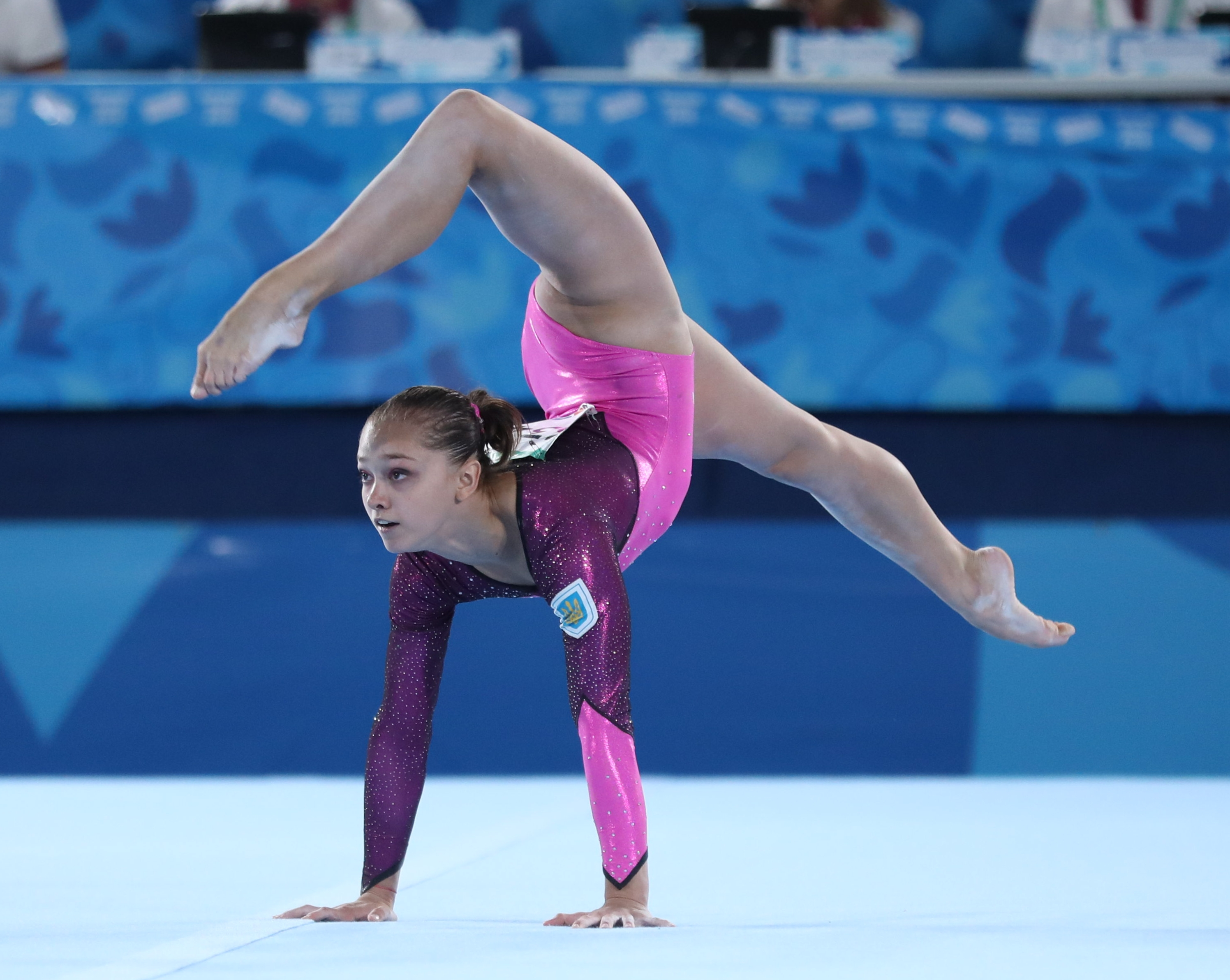
Anastassija Batschynska

## Ergebnisse Mixed

### Sportartenübergreifendes Team Event

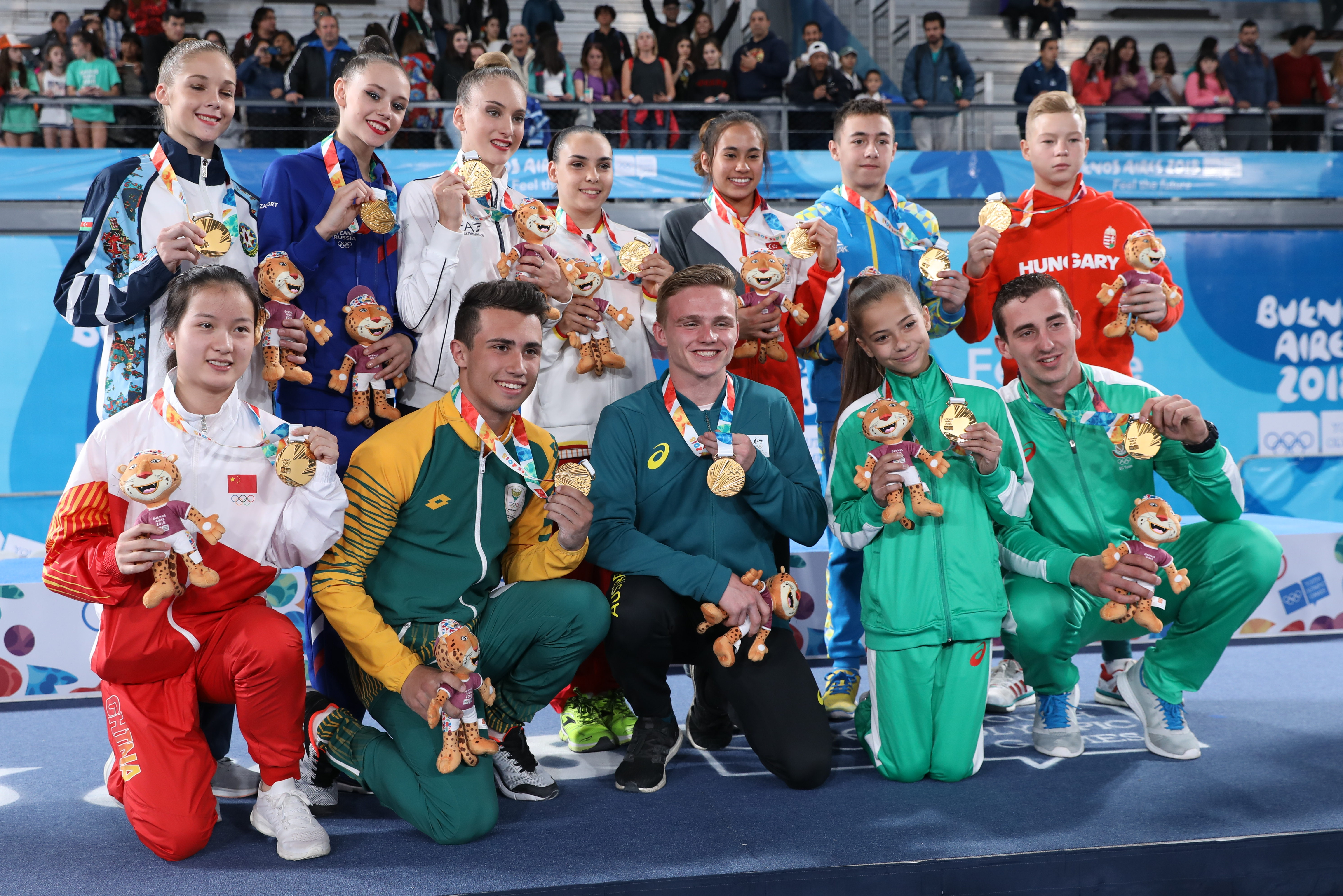
Team Orange, Goldmedaille im sportartenübergreifenden Team Event

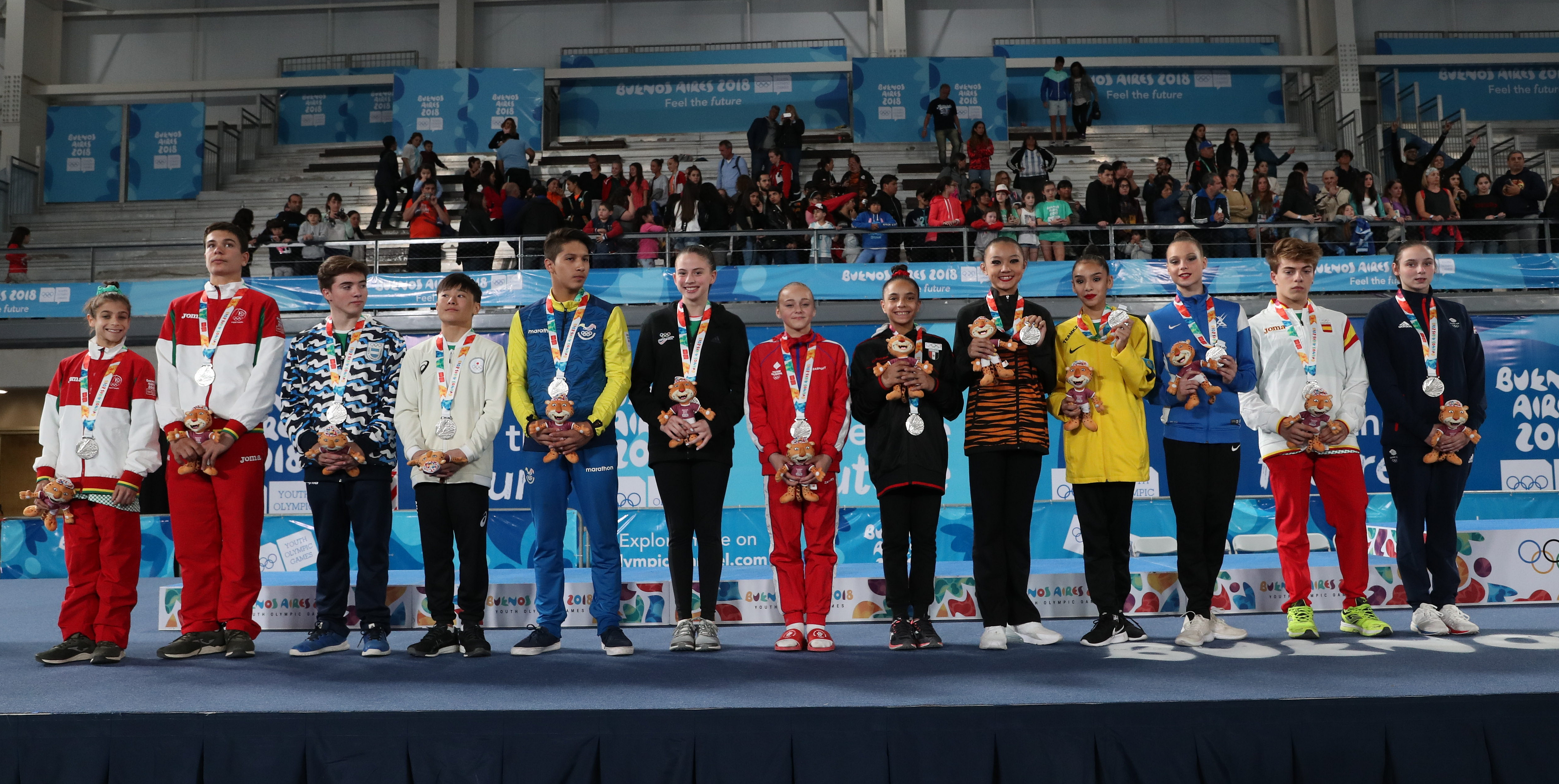
Team Grün, Silber

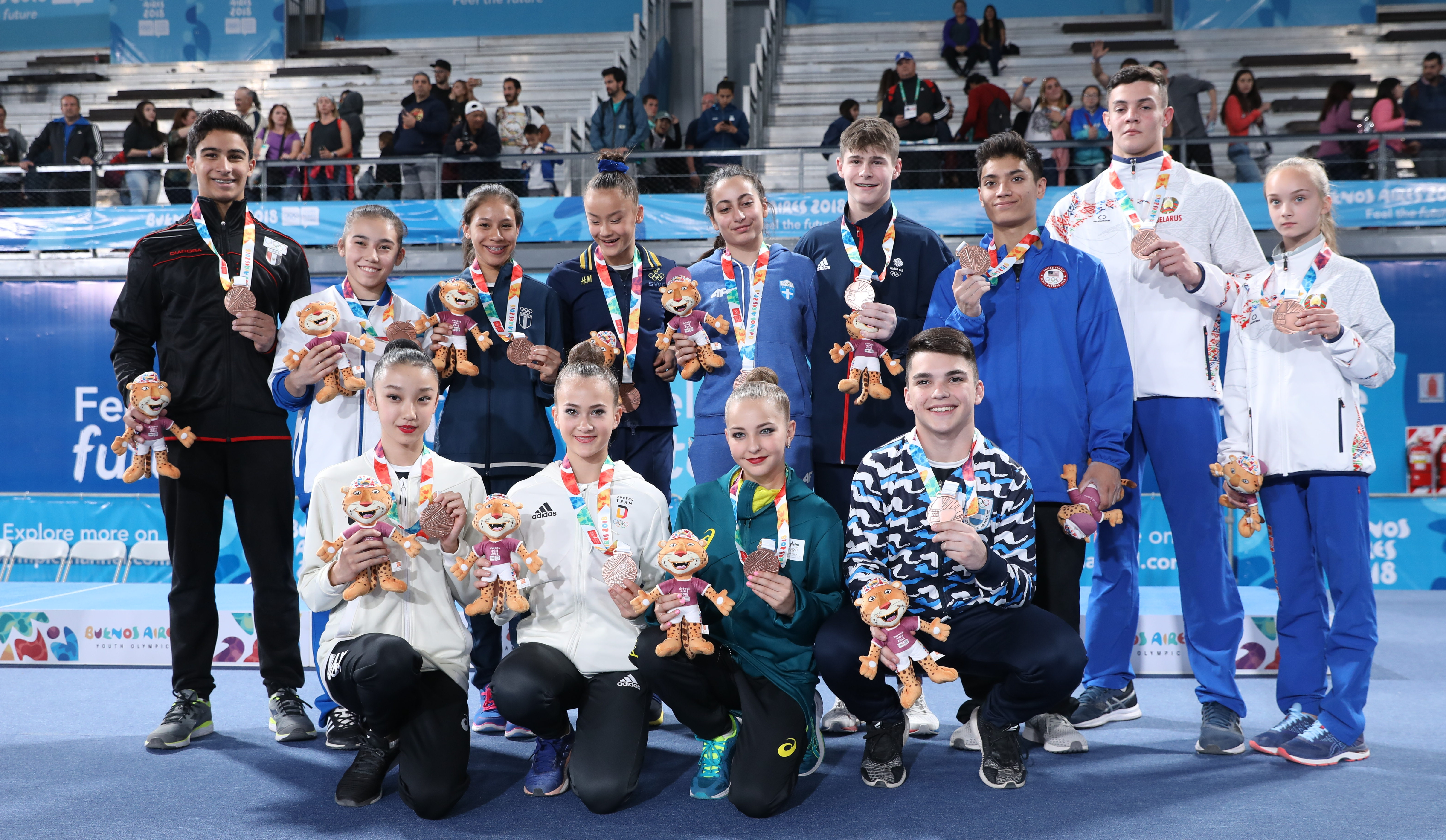
Team Schwarz, Bronze

| Platz | Team | Punkte |
| ----- | --- | ------ |
| 1     | Team Orange Mariela Kostadinowa Panajot Dimitrow Ruan Lange Krisztian Balazs Nasar Tschepurnyj Tamara Anika Ong Pham Nhu Phuong Alba Petisco Talisa Torretti Darja Trubnikowa Yelizaveta Luzan Liam Christie Fan Xinyi                       | 293    |
| 2     | Team Grün Madalena Cavilhas Manuel Candeias Fernando Espindola Takeru Kitazono Pablo Calvache Camila Montoya Xenija Klimenko Zeina Ibrahim Rayna Khai Ling Hoh Roza Abitova Adelina Beljajeva Robert Vilarasau Jessica Clarke                | 349    |
| 3     | Team Schwarz Wiktoryja Achotnikawa Ilija Famenku Brandon Briones Adam Tobin Mohamed Afify Indira Ulmasowa Karla Perez Tonya Paulsson Lidiia Iakovleva Aino Yamada Lilly Rotärmel Santiago Escallier Antonia Sakellaridou                     | 352    |
| 4     | Team Lila Sophia Imrie-Gale Clyde Gembickas Ward Claeys Reza Bohloulzade Hajlari Ayan Moldagaliyev Eglė Stalinkevičiūtė Ada Hautala Giorgia Villa Celia Joseph Noël Celeste Darcangelo Tatjana Woloschanina Jérémy Chartier Wera Beljankina  | 381    |
| 5     | Team Lila Rachel Nell Sidwell Madibeng Daniel Schwed Marcus Stenberg Diogo Brajão Soares Beatriz Cardoso Ana-Maria Puiu Yunseo Lee Aurora Arvelo Chrystyna Pohranytschna Zilu Wang Nikita Babyonishev Jekaterina Lukina                      | 389    |
| 6     | Team Weiß Kapitolina Chusnullina Anatoli Sliwkow Jacob Karlsen Samad Mammadli Yeh Cheng Paulina Vargas Laura Rocha Leonardo Chiharu Yamada Elizbeth Kapitonova Kim Mun-ye Julija Wodopjanowa Ruben Tavares Marina Chavarria                  | 397    |
| 7     | Team Rot Liu Yiqian Li Zhengyang Félix Dolci Martin Guðmundsson Bora Tarhan Kryxia Alicea Valerio Aliaksandra Varabyova Anastassija Batschynska Maria Eduarda Arakaki Paula Serrano Xitlali Santana Andrew Stamp Jessica Pickering           | 403    |
| 8     | Team Blau Daryna Plokhotniuk Oleksandr Madei Abdulaziz Mirvaliev Michael Torres Amaro Ondřej Kalný Amelie Morgan Tang Xijing Csenge Bácskay Josephine Juul Møller Denisa Stoian Anna Kamenshchikova Noureddine-Younes Belkhir Emily Mussmann | 407    |
| 9     | Team Gelb Anastassiya Arkhipova Dmitriy Nemerenko Uri Zeidel Sergei Naidin Mathys Cordule Zarith Imaan Khalid Lisa Zimmermann Milka Dona Natalie Garcia Ioanna Magopoulou Ketewan Arbolischwili Takumi Fujimoto Michelle Mares               | 410    |
| 10    | Team Braun Daniela González Adriel González Byun Seongwon Lay Giannini Victor Betancourt Kate Sayer Elvira Katsali Valeriia Sotskova Anastasia Pingou Yekaterina Fetisova Fu Fantao Alyssa Oh                                                | 430    |
| 11    | Team Hellblau Noa Kazado Yakar Yonatan Fridman Sam Dick Gabriel Burtanete Yin Dehang Emma Spence Nazlı Savranbaşı Sofia Nair Tia Sobhy Azra Dewan Lina Wahada Benny Wizani Yuki Okuno                                                        | 441    |
| 12    | Team Hellgrün Arina Yulusheva Nikolai Jewdokimow Nguyễn Văn Khánh Phong Vlada Rakovič Oļegs Ivanovs Lisa Conradie Olivia Araujo Emma Selvin Lee Soyun Jennifer Rivera Antonella Genuzio Iwan Litwinowitsch Thalia Loveira                    | 492    |

## Medaillenspiegel
|       | Medaillenspiegel     | Medaillenspiegel | Medaillenspiegel | Medaillenspiegel | Medaillenspiegel |
| Platz | Land                 | G                | S                | B                | Gesamt           |
| ----- | -------------------- | ---------------- | ---------------- | ---------------- | ---------------- |
| 1     | Japan                | 5                | –                | –                | 5                |
| 2     | Italien              | 3                | 1                | –                | 4                |
| 3     | China                | 2                | 1                | 2                | 5                |
| 4     | Russland             | 1                | 3                | 2                | 6                |
| 5     | Gemischte Mannschaft | 1                | 1                | 1                | 3                |
| 6     | Vereinigte Staaten   | 1                | –                | –                | 1                |
| 7     | Großbritannien       | –                | 2                | 1                | 3                |
| 7     | Ungarn               | –                | 2                | 1                | 2                |
| 8     | Ukraine              | –                | 1                | 2                | 3                |
| 9     | Kanada               | –                | 1                | 1                | 2                |
| 9     | Brasilien            | –                | 1                | 1                | 2                |
| 10    | Norwegen             | –                | –                | 1                | 1                |
| 10    | Iran                 | –                | –                | 1                | 1                |
| Total | Total                | 12               | 12               | 12               | 36               |